# 1時50分からはスローでイージーなルーティーンで
『1時50分からはスローでイージーなルーティーンで』（いちじごじっぷんからはスローでイージーなルーティーンで、英: take it Slow & Easy on 1:50 routine.）は、2023年4月3日から同年9月29日まで関西テレビ（カンテレ）で毎週月曜日 - 金曜日の13:50 - 14:45（JST）に放送されていた情報・バラエティ番組。同局本社（大阪市北区扇町）スタジオからの生放送で、2021年3月29日（月曜日）から2023年3月31日（金曜日）までは、『2時45分からはスローでイージーなルーティーンで』（にじよんじゅうごふんからはスローでイージーなルーティーンで、英: take it Slow & Easy on 2:45 routine.）というタイトルで、平日の「2時45分」（14:45） - 15:45に関西ローカルで放送されていた。
『2時45分 - 』というタイトルで関西ローカル向けの放送を始めた当初から「スロイジ」という略称が付けられており、1行の文字数の上限が9文字の番組表や、コーナー名の一部では「スロー&イージー」と表記。2023年4月から放送開始時間を「1時50分」（13:50）へ繰り上げたことに伴って、番組タイトルを変更するとともに、カンテレ以外のフジテレビ系列局の一部でも同時ネットで放送していた。なお、『1時50分 - 』への移行翌月（5月1日＝月曜日）からは、EPGにおける番組名の表記を「スロイジ」に変更。
当ページでは、2022年7月3日から9月25日まで毎週日曜日の11:45 - 11:50に関西ローカルで編成されていたダイジェスト番組の『スロイジ・ウォッチング』についても述べる。

## 概要

### 『2時45分からはスローでイージーなルーティーンで』（2021年3月29日  - 2023年3月31日）
関西テレビがテレビドラマの再放送やテレビショッピング番組へ充てていた時間帯で、『ハピくるっ!』の終了（2015年3月27日）以来6年振りに自社制作で編成する情報番組。番組タイトルの「2時45分から」は、基本として午後2時45分（14:45）から放送を開始することに由来する。
番組のコンセプトは「スロー&イージーな午後のルーティーン」で、「笑活（わらかつ）ルーティーン」（若手芸人がスタジオでネタを披露するコーナー）を序盤、生活情報に関する日替わりの企画を中盤に放送。「竹脇まりなの毎日3分痩せるーティーン」（自宅でも毎日3分間取り組めるトレーニングの方法を竹脇と当日のスタジオ・生中継出演者が身を以て紹介する企画）をはさんで、関西テレビ本社内の報道フロアから、同局のアナウンサーが最新のニュースを伝えていた。初代プロデューサーの和泉亮（関西テレビ制作部員）によれば、番組の準備からグッズに至るまで、地球環境への負荷の軽減に配慮することにも強くこだわっているという。
水曜以外の曜日には、吉本興業所属の芸人が日替わりでMCを担当（月曜： 見取り図、火曜：アキナ、木曜：ゆりやんレトリィバァ、金曜：ミルクボーイ）。水曜日のみ、週替わりでMCを迎えていた。また、マスコット犬（ボーダー・コリー）の「テス」が曜日を問わずスタジオに登場。放送中には、twitterの公式アカウントで受け付けた「#スロイジ」のハッシュタグ付きツイートの一部を、（番組後半のニュースパートを除いて）画面の下部に表示させている。その一方で、祝祭日や振替休日と重なる平日に関西テレビが当番組の時間帯でスポーツ中継（阪神タイガースのデーゲーム中継など）を編成する場合には、当番組をあらかじめ休止。中継対象の試合や大会が中止になった場合にも、他番組の再放送で対応していた。
なお、番組開始の当初から水 - 金曜日で「MCアシスタント」を務めている川島壮雄（関西テレビアナウンサー）は、当番組における木曜分の進行振りが高く評価された末に、2022年の第38回FNSアナウンス大賞（同局を含むFNS加盟局の優秀なアナウンサーを毎年表彰する制度）で番組部門のアナウンス賞を受賞した。さらに、翌2023年には、競馬中継の実況で（全ての部門を通じての）第39回FNSアナウンス大賞を獲得している。

### 『1時50分からはスローでイージーなルーティーンで』（2023年4月3日 - 9月29日）
『2時45分 - 』というタイトルで501回放送されてきた が、2023年4月3日（月曜日）から放送時間を5分短縮したうえで、放送枠を13:50 - 14:45へ繰り上げた。同年1月9日（いずれも月曜日）から当番組の前枠（11:45 - 14:45）に編成されている『ぽかぽか』（フジテレビが全国ネット向けに制作している生放送番組）の放送時間が4月3日から11:50 - 13:50に短縮されることに伴う措置で、番組のタイトルも『1時50分からはスローでイージーなルーティーンで』に変更している。
また、放送時間と番組タイトルの変更を機に、フジテレビ系列に属するテレビ静岡・テレビ新広島・さんいん中央テレビ・テレビ西日本・サガテレビ・テレビ熊本・テレビ宮崎で同時ネットを開始した。関西テレビが平日の午後帯にレギュラーで編成している自社制作の生放送番組を、他のフジテレビ系列局が同時ネットで常時放送する事例は、長野放送・沖縄テレビ・テレビ静岡との4局ネット番組だった『ハピくるっ!』（前述）の終了以来8年振りである。
さらに、『2時45分 - 』時代のレギュラーMCが全員続投する一方で、見取り図の担当曜日を金曜日、ミルクボーイの担当曜日を水曜日に変更。『2時45分 - 』で全曜日に編成していた「笑活ルーティーン」や、水曜日に設定していた「週替わりMC」制度を引き継がなかった一方で、『2時45分 - 』時代に見取り図が出演していた月曜日にはロングコートダディを新たにMCへ迎えている。ロングコートダディは『1時50分 - 』の開始と前後して芸能活動の拠点を（関西テレビの本社やスタジオがある）大阪から東京へ移している が、『2時45分 - 』時代の水曜（2023年3月22日）放送分での「週替わりMC」を経て、テレビ番組では初めてのレギュラーMCを『1時50分 - 』で任されていた。
なお、『2時45分 - 』時代に続いて、谷元星奈（関西テレビアナウンサー）が月・火曜日、川島が水 - 金曜日の「MCアシスタント」を担当。「竹脇まりなの毎日3分痩せるーティーン」も放送を続けている が、放送時間の繰り上げ・5分短縮に伴って14:25頃に編成していた。その一方で、関西ローカル放送の『2時45分 - 』では「毎日3分痩せるーティーン」の直後（15:30頃）に組み込まれていたニュースコーナーを、オープニングパートの直後（13:55 - 13:58頃）に「最新ニュース」とのタイトルで編成。『2時45分 - 』時代と変わらないスタジオセットの一角から、全局同時ネットで放送していた。
『2時45分 - 』としての開始初日から、アナログ時計をかたどった画像を放送中の正時（『2時45分 - 』時代には午後3時 →『1時50分 - 』への移行後は午後2時）前後にのみ生放送の映像へ挿入していたことが特徴。2023年6月5日（月曜日）放送分からは、この画像の挿入を午後2時前後に続けながら、関西テレビと一部のネット局ではリアルタイムの時刻をデジタル方式でスポットCM以外の時間帯に画面の左上へ常時表示させている。同年7月10日（月曜日）からは、『2時45分 - 』時代から金曜日にしか定期的に編成していなかった天気予報を、全曜日で放送。その一方で、テレビ西日本は2023年8月4日放送分をもってネットを離脱した。
「竹脇まりなの毎日3分痩せるーティーン」などのコーナーや「テス」などが人気を博していたが、2023年9月29日（金曜日）で『1時50分 - 』としての放送を終了。同日放送の『グランドフィナーレ』をもって、『2時45分 - 』時代からの「スロイジ」シリーズに2年半で幕を下ろした。シリーズ全体の放送回数は630回で、『グランドフィナーレ』にはレギュラーMC全員、MCアシスタントの谷元・川島、主にVTRで出演していた竹脇、「テス」、シリーズを通じて「レギュラー」格の扱いを受けていたゲストパネラーの高橋みなみ（通算で32回目の出演）・藤本美貴（通算で24回目の出演）がスタジオに集結。実際には、前週までの金曜分と違って谷元が進行していたほか、オープニングのタイトルロゴや見取り図によるタイトルコールを『2時45分からはスローでイージーなルーティーンで』にあえて統一させていた。

### 『スロイジ・ウォッチング』
ミルクボーイと関純子（関西テレビアナウンサー）の出演で、2022年7月3日から9月25日まで毎週日曜日の11:45 - 11:50に関西ローカルで放送。『2時45分からはスローでイージーなルーティーンで』（『スロイジ』）前週放送分の同録映像から「名シーン」を1つ取り上げたほか、放送週（基本として翌日から5日間）の『スロイジ』で予定されている企画の見どころを手短に紹介していた。ミルクボーイが『スロイジ』でMCを務める金曜日に、同番組のスタジオセットで収録。

### 『スロイジ』シリーズ終了後の主な動き
カンテレでは2023年10月2日（月曜日）から、『旬感LIVE とれたてっ!』（大阪府岬町の出身で元・日本テレビアナウンサーの青木源太がMCを務める本社スタジオからの生放送番組）が『1時50分 - 』時代の放送枠と制作体制を継承。（テレビ西日本を含む）『1時50分 - 』開始時点のネット局（7局）に加えて、『1時50分 - 』を放送していなかった東海テレビ・岡山放送・テレビ愛媛・高知さんさんテレビでも同時ネットしている。ただし、『2時45分 - 』時代からの方針で取り上げていなかった芸能情報や時事問題なども扱うほか、『1時50分 - 』にレギュラーで出演していた芸人と関西テレビアナウンサーの続投は見送られている。

## 出演者

### 『1時50分からはスローでイージーなルーティーンで』
▲：『2時45分からはスローでイージーなルーティーンで』に続いて出演

#### レギュラー出演者
| 月曜日                                                                                                  | 火曜日                                      | 水曜日                           | 木曜日                                       | 金曜日                                                                         |
| MC（司会）                                                                                              | MC（司会）                                  | MC（司会）                       | MC（司会）                                   | MC（司会）                                                                     |
| --- | ------------------------------------------- | -------------------------------- | -------------------------------------------- | ------------------------------------------------------------------------------ |
| ロングコートダディ （堂前透・兎）                                                                       | アキナ▲ （秋山賢太・山名文和）              | ミルクボーイ▲ （駒場孝・内海崇） | ゆりやんレトリィバァ▲                        | 見取り図▲ （盛山晋太郎・リリー）                                               |
| MCアシスタント（関西テレビアナウンサー)                                                                 |                                             |                                  |                                              |                                                                                |
| 谷元星奈▲                                                                                               | 谷元星奈▲                                   | 川島壮雄▲                        | 川島壮雄▲                                    | 川島壮雄▲                                                                      |
| コーナーリポーター（☆：関西テレビアナウンサー／◎：スタジオ・生中継に出演／○：VTRで出演／●：月に1回出演) |                                             |                                  |                                              |                                                                                |
| （MCアシスタント・ ニュースキャスター以外の☆や ネット局のアナウンサーが 不定期で担当）◎                 | （女性タレントや 女性芸人が 不定期で担当）○ | （設定せず）                     | 山本大貴▲☆◎○●Aぇ!group▲◎○●                   | （お笑い芸人や タレントが 週替わりで担当）◎土佐兄弟 （「スロイジ登山部員」）◎○ |
| 進行ナレーション（放送上の呼称は「天の声」：関西テレビアナウンサー)                                     |                                             |                                  |                                              |                                                                                |
| 杉本なつみ▲                                                                                             | 杉本なつみ▲                                 | 杉本なつみ▲                      | 中島めぐみ▲                                  | 中島めぐみ▲                                                                    |
| ニュースキャスター（関西テレビアナウンサー）                                                            |                                             |                                  |                                              |                                                                                |
| 堀田篤▲                                                                                                 | 堀田篤▲                                     | 中島めぐみ▲                      | 堀田篤▲                                      | 中島めぐみ▲                                                                    |
| 気象キャスター（いずれも気象予報士・防災士）                                                            |                                             |                                  |                                              |                                                                                |
| 浅田麻実                                                                                                | 浅田麻実                                    | 片平敦▲                          | 片平敦▲                                      | 片平敦▲                                                                        |
| コーナーレギュラー（◎：スタジオに出演／○：VTRで出演／●：月に1回出演）                                   |                                             |                                  |                                              |                                                                                |
| 竹脇まりな▲○                                                                                            |                                             |                                  |                                              |                                                                                |
| （設定せず）                                                                                            | （設定せず）                                | （設定せず）                     | 末澤誠也▲◎● 小島健▲◎● （いずれもAぇ! group） | 赤ペン瀧川▲○                                                                   |
| マスコット犬                                                                                            |                                             |                                  |                                              |                                                                                |
| テス（ボーダー・コリー）                                                                                |                                             |                                  |                                              |                                                                                |

この他にも、「ルーティーンメンバー」と称するゲストが、日替わりでスタジオに出演。基本として男性と女性が1名ずつ登場しているが、木曜日には男性のお笑い芸人（お笑いコンビのメンバーなど）を必ずゲストに迎えていた。また、ゲストを1名に限ることや、関西テレビが制作する連続ドラマのメインキャストをゲストに招くこともあった。

### 『2時45分からはスローでイージーなルーティーンで』

#### レギュラー出演者（2022年7月 - 2023年3月）
| 月曜日                                                                                                  | 火曜日                        | 水曜日                      | 木曜日                                               | 金曜日                                                                                   |
| MC（司会）                                                                                              | MC（司会）                    | MC（司会）                  | MC（司会）                                           | MC（司会）                                                                               |
| --- | ----------------------------- | --------------------------- | ---------------------------------------------------- | ---------------------------------------------------------------------------------------- |
| 見取り図 （盛山晋太郎・リリー）                                                                         | アキナ （秋山賢太・山名文和） | 週替わり                    | ゆりやんレトリィバァ                                 | ミルクボーイ （駒場孝・内海崇）                                                          |
| MCアシスタント（関西テレビアナウンサー)                                                                 |                               |                             |                                                      |                                                                                          |
| 谷元星奈                                                                                                | 谷元星奈                      | 川島壮雄                    | 川島壮雄                                             | 川島壮雄                                                                                 |
| ルーティーンメンバー（パネラー/△：隔週交代で出演）                                                      |                               |                             |                                                      |                                                                                          |
| （日替わりゲスト）                                                                                      | （日替わりゲスト）            | 小嶋花梨△（NMB48）福本愛菜△ | （日替わりゲスト）                                   | （日替わりゲスト）                                                                       |
| コーナーリポーター（☆：関西テレビアナウンサー／◎：スタジオ・生中継に出演／○：VTRで出演／●：月に1回出演) |                               |                             |                                                      |                                                                                          |
| （女性のアナウンサーが週替わりで担当）☆◎                                                                | （設定せず）                  | （設定せず）                | 山本大貴☆◎○●Aぇ! group◎○●                            | 吉原功兼☆◎パーティーパーティー◎○ （「スロイジ登山部員」）（お笑い芸人が週替わりで担当）◎ |
| 進行ナレーション（放送上の呼称は「天の声」：関西テレビアナウンサー)                                     |                               |                             |                                                      |                                                                                          |
| 杉本なつみ                                                                                              | 杉本なつみ                    | 杉本なつみ                  | 中島めぐみ                                           | 中島めぐみ                                                                               |
| ニュースキャスター（関西テレビアナウンサー）                                                            |                               |                             |                                                      |                                                                                          |
| 石田一洋                                                                                                | 山本大貴                      | 堀田篤                      | 堀田篤                                               | 堀田篤                                                                                   |
| コーナーレギュラー（◎：スタジオに出演／○：VTRで出演／●：月に1回出演）                                   |                               |                             |                                                      |                                                                                          |
| 竹脇まりな○                                                                                             |                               |                             |                                                      |                                                                                          |
| （設定せず）                                                                                            | （設定せず）                  | （設定せず）                | 松丸亮吾○●末澤誠也◎● 小島健◎● （いずれもAぇ! group） | 片平敦◎ （気象予報士・防災士）赤ペン瀧川○                                                |
| マスコット犬                                                                                            |                               |                             |                                                      |                                                                                          |
| テス（ボーダー・コリー）                                                                                |                               |                             |                                                      |                                                                                          |

| 担当日                                                                        | 担当者                                   |
| ----------------------------------------------------------------------------- | ---------------------------------------- |
| 2021年3月31日・6月30日・10月20日 2022年1月19日                                | からし蓮根（杉本青空・伊織）             |
| 2021年4月7日・6月23日                                                         | さや香（石井誠一・新山士彦）             |
| 2021年4月14日・7月7日・12月8日 2022年5月4日・8月3日・12月14日                 | 土佐兄弟（土佐卓也・土佐有輝）           |
| 2021年4月21日・7月21日・10月6日 2022年1月26日・5月11日・10月19日 2023年2月1日 | ラランド（サーヤ・ニシダ）               |
| 2021年4月28日・8月4日・11月3日                                                | ツートライブ（たかのり・周平魂）         |
| 2021年5月12日・8月18日 2022年1月12日・6月8日                                  | 四千頭身（都築拓紀・後藤拓実・石橋遼大） |
| 2021年5月19日                                                                 | ネイビーズアフロ（みながわ・はじり）     |
| 2021年5月26日                                                                 | なすなかにし（那須晃行・中西茂樹）       |
| 2021年6月2日・9月22日                                                         | コウテイ（下田真生・九条ジョー）         |
| 2021年6月9日・9月8日・12月1日 2022年4月13日・8月17日・11月2日                 | ラニーノーズ（洲崎貴郁・山田健人）       |
| 2021年6月16日・9月15日 2022年2月9日・6月1日・9月21日 2023年1月25日            | バービー（フォーリンラブ）               |
| 2021年7月14日・11月10日 2022年4月6日・7月13日 2023年1月18日                   | インディアンス（きむ・田渕章裕）         |
| 2021年7月28日                                                                 | 紺野ぶるま                               |
| 2021年8月11日・12月22日 2022年5月25日・11月9日 2023年2月22日                  | ぼる塾（きりやはるか・あんり・田辺智加） |
| 2021年8月25日 2022年9月14日                                                   | オズワルド（畠中悠・伊藤俊介）           |
| 2021年9月1日                                                                  | 小杉竜一（ブラックマヨネーズ）           |
| 2021年10月13日 2022年3月2日・6月15日                                          | 滝音（さすけ・秋定遼太郎）               |
| 2021年10月27日 2022年4月20日                                                  | アインシュタイン（稲田直樹・河井ゆずる） |
| 2021年11月17日 2022年8月24日                                                  | 斉藤慎二（ジャングルポケット）           |
| 2021年11月24日 2022年3月16日・6月22日・11月16日                               | おかずクラブ（オカリナ・ゆいP）          |
| 2021年12月15日 2022年4月27日・10月26日 2023年2月8日                           | 相席スタート（山﨑ケイ・山添寛）         |
| 2022年1月5日・5月18日                                                         | ガクテンソク（奥田修二・よじょう）       |
| 2022年2月2日                                                                  | ニューヨーク（嶋佐和也・屋敷裕政）       |
| 2022年2月16日・6月29日・12月7日                                               | おいでやす小田                           |
| 2022年2月23日・7月6日・10月5日 2023年1月4日                                   | すゑひろがりず（三島達矢・南條庄助）     |
| 2022年3月9日                                                                  | 平子祐希（アルコ&ピース）                |
| 2022年3月23日・9月28日                                                        | 森田哲矢（さらば青春の光）               |
| 2022年3月30日・7月27日                                                        | エルフ（荒川・はる）                     |
| 2022年7月20日・11月30日                                                       | こがけん                                 |
| 2022年8月10日・11月23日                                                       | 馬場園梓                                 |
| 2022年8月31日・12月21日                                                       | カミナリ（竹内まなぶ・石田たくみ）       |
| 2022年9月7日 2023年2月15日                                                    | 蛙亭（中野周平・イワクラ）               |
| 2022年10月12日 2023年3月15日                                                  | ぺこぱ（松陰寺太勇・シュウペイ）         |
| 2023年1月11日                                                                 | 渋谷凪咲（NMB48）                        |
| 2023年3月1日                                                                  | お見送り芸人しんいち ZAZY                |
| 2023年3月8日                                                                  | モグライダー（芝大輔・ともしげ）         |
| 2023年3月22日                                                                 | ロングコートダディ（堂前透・兎）         |
| 2023年3月29日 （週替わりMCによる進行の最終日）                                | カベポスター（浜田順平・永見大吾）       |

#### 笑活ルーティーン（出演芸人）
基本として「スロー&イージー　笑活ルーティーン」（15時前のコーナー）にのみ登場していたが、水曜日には、「週替わりMC」を務める芸人（太字で表記）を充てることがあった。
レギュラーでMCを担当する芸人が新型コロナウイルス感染症（COVID-19）へ罹患した場合や、所轄の保健所から「罹患者の濃厚接触者」と判定された場合には、他の芸人（主に「週替わりMC」の経験者）から1組がMC代理を担当していた。
以下で紹介する出演芸人の一部は、「笑活ルーティーン」と「週替わりMC制度」を引き継がなかった『1時50分 - 』にも、ゲストパネラーや「スロイジ　おでかけビューイング」（『2時45分 - 』時代から金曜日に編成されている生中継企画）のリポーターとして随時登場している。
| 2021年      | 2021年               | 2021年                                       | 2021年                                       | 2021年                                       | 2021年                                       |
| 放送日      | 月曜日               | 火曜日                                       | 水曜日                                       | 木曜日                                       | 金曜日                                       |
| ----------- | -------------------- | -------------------------------------------- | -------------------------------------------- | -------------------------------------------- | -------------------------------------------- |
| 3/29-4/2    | ツートライブ         | 紅しょうが                                   | からし蓮根 たくろう                          | エンペラー                                   | ネイビーズアフロ                             |
| 4/5-9       | 風穴あけるズ         | からし蓮根                                   | さや香 コウテイ                              | カベポスター                                 | ラニーノーズ                                 |
| 4/12-16     | なにわスワンキーズ   | セルライトスパ                               | 土佐兄弟                                     | フースーヤ                                   | kento fukaya                                 |
| 4/19-23     | ビスケットブラザーズ | 滝音                                         | ラランド                                     | エルフ                                       | 天才ピアニスト                               |
| 4/26-30     | 隣人                 | 堀川絵美                                     | ツートライブ パーティーパーティー            | （番組自体を休止）                           | さや香                                       |
| 5/3-7       | マルセイユ           | ダブルアート                                 | （番組自体を休止）                           | もりやすバンバンビガロ                       | マユリカ                                     |
| 5/10-14     | タイムキーパー       | 堀川絵美                                     | 四千頭身                                     | ヒューマン中村                               | 吉田たち                                     |
| 5/17-21     | ドーナツ・ピーナツ   | Dr.ハインリッヒ                              | ネイビーズアフロ                             | 戦士                                         | エンペラー                                   |
| 5/24-28     | 五次元のシャボン玉   | ラニーノーズ                                 | なすなかにし                                 | ダブルヒガシ                                 | 絶対的7%                                     |
| 5/31-6/4    | 侍スライス           | ラフ次元                                     | コウテイ ジュリエッタ                        | 学天即                                       | ヘンダーソン                                 |
| 6/7-11      | キャツミ             | ビスケットブラザーズ                         | ラニーノーズ きんめ鯛                        | （番組自体を休止）                           | キャタピラーズ                               |
| 6/14-18     | タチマチ             | 爛々                                         | バービー（フォーリンラブ） 滝音              | パーティーパーティー                         | もも                                         |
| 6/21-25     | カベポスター         | 田津原理音                                   | さや香 天才ピアニスト                        | イチオク                                     | エルフ                                       |
| 6/28-7/2    | 今井らいぱち         | セルライトスパ                               | からし蓮根 チェリー大作戦                    | チャイルドプリンス                           | ねこ屋敷                                     |
| 7/5-7/9     | タレンチ             | マルセイユ                                   | 土佐兄弟 新作のハーモニカ                    | イノシカチョウ                               | ツートライブ                                 |
| 7/12-7/16   | マユリカ             | プードル                                     | インディアンス ゾフィー                      | span!                                        | GAG                                          |
| 7/19-7/23   | ちからこぶ           | 20世紀                                       | ラランド ビスケットブラザーズ                | ジュリエッタ                                 | マイスイートメモリーズ                       |
| 7/26-7/30   | （番組自体を休止）   | （なし）                                     | 紺野ぶるま からし蓮根                        | 翠星チークダンス                             | ラフ次元                                     |
| 8/2-8/6     | （なし）             | （なし）                                     | ツートライブ パーティーパーティー            | さや香                                       | （番組自体を休止）                           |
| 8/9-8/13    | ネイビーズアフロ     | バイク川崎バイク                             | ぼる塾 ラニーノーズ                          | 戦士                                         | （なし）                                     |
| 8/16-8/20   | タレンチ             | 絶対的7%                                     | 四千頭身 Gパンパンダ                         | ときヲりぴーと                               | 学天即                                       |
| 8/23-8/27   | シャルロット         | エンペラー                                   | オズワルド なにわスワンキーズ                | ランジャタイ                                 | ヒコロヒー                                   |
| 8/30-9/3    | 紅しょうが           | 隣人                                         | 小杉竜一（ブラックマヨネーズ) ギャロップ     | 翠星チークダンス                             | セルライトスパ                               |
| 9/6-9/10    | スナフキンズ         | ビスケットブラザーズ                         | ラニーノーズ チャイルドプリンス              | もりやすバンバンビガロ                       | ツートライブ                                 |
| 9/13-9/17   | からし蓮根           | 丸亀じゃんご                                 | バービー（フォーリンラブ） 金の国            | ラニーノーズ                                 | ラングレン                                   |
| 9/20-9/24   | ヘンダーソン         | さや香                                       | コウテイ ねこ屋敷                            | デルマパンゲ                                 | きんめ鯛                                     |
| 9/27-10/1   | キャタピラーズ       | 守谷日和                                     | （番組自体を休止）                           | ドーナツ・ピーナツ                           | エンペラー                                   |
| 10/4-8      | 五次元のシャボン玉   | ラフ次元                                     | ラランド 滝音                                | ジュリエッタ                                 | 翠星チークダンス                             |
| 10/11-15    | 五臓六腑             | 学天即                                       | 滝音 戦士                                    | 20世紀                                       | セルライトスパ                               |
| 10/18-22    | マユリカ             | ツートライブ                                 | からし蓮根 放課後ボーイズ                    | ときヲりぴーと                               | ビスケットブラザーズ                         |
| 10/25-30    | 堀川絵美             | 天才ピアニスト                               | アインシュタイン ヘンダーソン                | マルセイユ                                   | 河邑ミク                                     |
| 11/1-5      | 生ファラオ           | ジソンシン                                   | ツートライブ 翠星チークダンス                | 学天即                                       | 爛々                                         |
| 11/8-12     | タナからイケダ       | ラニーノーズ                                 | インディアンス ムチャクチャヤン              | もりやすバンバンビガロ                       | ジュリエッタ                                 |
| 11/15-19    | （なし）             | セルライトスパ                               | 斉藤慎二（ジャングルポケット） ねこ屋敷      | span!                                        | 隣人                                         |
| 11/22-26    | カベポスター         | ラフ次元                                     | おかずクラブ ビスケットブラザーズ            | がーまるちょば                               | ヘンダーソン                                 |
| 11/29-12/3  | イチオク             | ツートライブ                                 | ラニーノーズ 翠星チークダンス                | ヒューマン中村                               | エンペラー                                   |
| 12/6-12/10  | 放課後ボーイズ       | 20世紀                                       | 土佐兄弟 新作のハーモニカ                    | ジュリエッタ                                 | からし蓮根                                   |
| 12/13-12/17 | マルセイユ           | ドーナツ・ピーナツ                           | 相席スタート 滝音                            | ジソンシン                                   | ガクテンソク                                 |
| 12/20-12/24 | らいken              | ラフ次元                                     | ぼる塾 ラニーノーズ                          | ビスケットブラザーズ                         | （なし）                                     |
| 12/27-12/31 | ウエスP              | （年末年始の特別編成に伴って番組自体を休止） | （年末年始の特別編成に伴って番組自体を休止） | （年末年始の特別編成に伴って番組自体を休止） | （年末年始の特別編成に伴って番組自体を休止） |

| 2022年      | 2022年                                      | 2022年                            | 2022年                                     | 2022年                                   | 2022年                                   |
| 放送日      | 月曜日                                      | 火曜日                            | 水曜日                                     | 木曜日                                   | 金曜日                                   |
| ----------- | ------------------------------------------- | --------------------------------- | ------------------------------------------ | ---------------------------------------- | ---------------------------------------- |
| 1/3-1/7     | （番組自体を休止）                          | パーティーパーティー              | ガクテンソク                               | ツートライブ                             | セルライトスパ                           |
| 1/10-1/14   | マユリカ                                    | エンペラー                        | 四千頭身                                   | ときヲりぴーと                           | カベポスター                             |
| 1/17-1/21   | なにわスワンキーズ                          | ヘンダーソン                      | からし蓮根 ジュリエッタ                    | ラフ次元                                 | ネイビーズアフロ                         |
| 1/24-1/28   | ビスケットブラザーズ                        | ガクテンソク（MC代理） マルセイユ | ラランド ラニーノーズ                      | 隣人                                     | ツートライブ（MC代理） 翠星チークダンス  |
| 1/31-2/4    | ラニーノーズ（MC代理） 五次元のシャボン玉   | 紅しょうが                        | ニューヨーク 爛々                          | 滝音                                     | 田津原理音                               |
| 2/7-2/11    | マユリカ（盛山に代わってMCを担当） 堀川絵美 | セルライトスパ                    | バービー 金の国                            | ラフ次元                                 | エンペラー                               |
| 2/14-2/18   | ヘンダーソン                                | （番組自体を休止）                | おいでやす小田 20世紀                      | 放課後ボーイズ                           | もも                                     |
| 2/21-2/25   | マユリカ                                    | ドーナツ・ピーナツ                | すゑひろがりず ツートライブ                | イチオク                                 | （なし）                                 |
| 2/28-3/4    | 佐久間一行                                  | ヤナギブソン                      | 滝音 守谷日和                              | ヒューマン中村                           | AMEMIYA                                  |
| 3/7-3/11    | （なし）                                    | もも                              | 平子祐希（アルコ&ピース） 翠星チークダンス | からし蓮根                               | （番組自体を休止）                       |
| 3/14-3/18   | らいken                                     | なにわスワンキーズ                | おかずクラブ ジュリエッタ                  | ラニーノーズ                             | オダウエダ                               |
| 3/21-3/25   | JP                                          | ブルーウェーブ                    | 森田哲矢（さらば青春の光） 爛々            | タナからイケダ                           | 五次元のシャボン玉                       |
| 3/28-4/1    | （なし）                                    | 田津原理音                        | エルフ ラニーノーズ                        | 紅しょうが                               | ニッポンの社長                           |
| 4/4-4/8     | フースーヤ                                  | カベポスター                      | インディアンス たくろう                    | もも                                     | からし蓮根                               |
| 4/11-4/15   | ヘンダーソン                                | お見送り芸人しんいち              | ラニーノーズ ジュリエッタ                  | エンペラー                               | ツートライブ                             |
| 4/18-4/22   | なし                                        | スナフキンズ                      | アインシュタイン 堀川絵美                  | ビスケットブラザーズ                     | ラフ次元                                 |
| 4/25-4/29   | ニゲルベ                                    | 天才ピアニスト                    | 相席スタート 翠星チークダンス              | 隣人                                     | タチマチ                                 |
| 5/2-5/6     | JP                                          | 奇跡・ 喉押さえマン               | 土佐兄弟 Mr.シャチホコ                     | （番組自体を休止）                       | 河口こうへい                             |
| 5/9-5/13    | 戦士                                        | セルライトスパ                    | ラランド 滝音                              | ネイビーズアフロ                         | チャイルドプリンス                       |
| 5/16-5/20   | メンバー (お笑いコンビ)                     | タイムキーパー                    | ガクテンソク 新作のハーモニカ              | カベポスター                             | kento fukaya                             |
| 5/23-5/27   | ラフ次元                                    | ヘンダーソン                      | ぼる塾 ラニーノーズ                        | ツートライブ                             | ジュリエッタ                             |
| 5/30-6/3    | もも                                        | 田津原理音                        | バービー（フォーリンラブ） Gパンパンダ     | 吉田たち                                 | 爛々                                     |
| 6/6-6/10    | 放課後ボーイズ                              | タチマチ                          | 四千頭身 金の国                            | タナからイケダ                           | 相乗効果                                 |
| 6/13-6/17   | ドーナツ・ピーナツ                          | マルセイユ                        | 滝音 隣人                                  | ポートワシントン                         | お見送り芸人しんいち                     |
| 6/20-6/24   | マーメイド                                  | 華山                              | おかずクラブ 20世紀                        | カベポスター                             | 真輝志                                   |
| 6/27-7/1    | フミ                                        | からし蓮根                        | おいでやす小田 ビスケットブラザーズ        | オジンオズボーン                         | JP                                       |
| 7/4-7/8     | 紅しょうが                                  | ストレッチーズ                    | すゑひろがりず パーティーパーティー        | マルセイユ                               | （番組自体を休止）                       |
| 7/11-7/15   | メンバー                                    | ジョイマン                        | インディアンス 新作のハーモニカ            | 五次元のシャボン玉                       | テツandトモ                              |
| 7/18-7/22   | からし蓮根                                  | （なし）                          | こがけん 爛々                              | 流れ星☆                                  | 堀川絵美                                 |
| 7/25-7/29   | 滝音                                        | ラニーノーズ                      | エルフ ガクテンソク                        | 藤崎マーケット                           | もも                                     |
| 8/1-8/5     | JP                                          | もりやすバンバンビガロ            | 土佐兄弟 サンシャイン池崎                  | オジンオズボーン                         | アイクぬわら                             |
| 8/8-8/12    | マルセイユ                                  | 河邑ミク                          | 馬場園梓 Aマッソ                           | 華山                                     | 新作のハーモニカ                         |
| 8/15-8/19   | なにわスワンキーズ                          | ヘンダーソン                      | ラニーノーズ ジュリエッタ                  | 紅しょうが                               | セルライトスパ                           |
| 8/22-8/26   | ダブルヒガシ                                | ポートワシントン                  | 斉藤慎二（ジャングルポケット） 隣人        | タチマチ                                 | タイムキーパー                           |
| 8/29-9/2    | ラフ次元                                    | （未編成）                        | カミナリ わらふぢなるお                    | ジュリエッタ                             | ギャロップ                               |
| 9/5-9/9     | 堀川絵美                                    | 20世紀                            | 蛙亭 ヘンダーソン                          | ネイビーズアフロ                         | マルセイユ                               |
| 9/12-9/16   | ヨネダ2000                                  | フミ                              | オズワルド 爛々                            | 隣人                                     | ガクテンソク                             |
| 9/19-9/23   | タナからイケダ                              | 20世紀                            | バービー お見送り芸人しんいち              | キングブルブリン                         | じゅんいちダビッドソン                   |
| 9/26-9/30   | 滝音                                        | （番組自体を休止）                | 森田哲矢（さらば青春の光） レインボー      | ラニーノーズ                             | ラフ次元                                 |
| 10/3-10/7   | 原口あきまさ                                | 沙羅                              | すゑひろがりず むらせ                      | ガリベンズ矢野                           | モリタク!・ 河口こうへい                 |
| 10/10-10/14 | （番組自体を休止）                          | ギャロップ                        | ぺこぱ TAIGA                               | もも                                     | JP                                       |
| 10/17-10/21 | 華山                                        | 爛々                              | ラランド 守谷日和                          | マルセイユ                               | ネイビーズアフロ                         |
| 10/24-10/29 | ジュリエッタ                                | ヒューマン中村                    | 相席スタート 隣人                          | タチマチ                                 | 五次元のシャボン玉                       |
| 10/31-11/4  | ヘンダーソン                                | 堀川絵美                          | ラニーノーズ タナからイケダ                | span!                                    | 阿佐ヶ谷姉妹                             |
| 11/7-11/11  | ソマオ・ミートボール                        | からし蓮根                        | ぼる塾 ゾフィー                            | ガクテンソク                             | ギャロップ                               |
| 11/14-11/18 | 沙羅                                        | 20世紀                            | おかずクラブ 田津原理音                    | なにわスワンキーズ                       | ラフ次元                                 |
| 11/21-11/25 | モグライダー                                | タイムキーパー                    | 馬場園梓 紅しょうが                        | ツートライブ                             | マルセイユ                               |
| 11/28-12/2  | ぱーてぃーちゃん                            | kento fukaya                      | こがけん タチマチ                          | ジュリエッタ                             | もも                                     |
| 12/5-12/9   | （編成せず）                                | JP                                | おいでやす小田 カベポスター                | ラフ次元                                 | 隣人                                     |
| 12/12-12/16 | フースーヤ                                  | ラニーノーズ                      | 土佐兄弟 こたけ正義感                      | ツートライブ                             | からし蓮根                               |
| 12/19-12/23 | ホリ                                        | 20世紀                            | カミナリ                                   | ドーナツ・ピーナツ                       | （編成せず）                             |
| 12/26-12/27 | ラランド                                    | ヘンダーソン                      | （年末の特別編成に伴って番組自体を休止）   | （年末の特別編成に伴って番組自体を休止） | （年末の特別編成に伴って番組自体を休止） |

| 2023年    | 2023年                                   | 2023年                                   | 2023年                                      | 2023年                  | 2023年                 |
| 放送日    | 月曜日                                   | 火曜日                                   | 水曜日                                      | 木曜日                  | 金曜日                 |
| --------- | ---------------------------------------- | ---------------------------------------- | ------------------------------------------- | ----------------------- | ---------------------- |
| 1/2-1/5   | （年始の特別編成に伴って番組自体を休止） | （年始の特別編成に伴って番組自体を休止） | すゑひろがりず （編成せず）                 | ガクテンソク            | ダブルヒガシ           |
| 1/9-1/13  | 小島よしお                               | もう中学生                               | 新作のハーモニカ                            | サンシャイン池崎        | 流れ星☆                |
| 1/16-1/20 | オジンオズボーン篠宮                     | ドーナツ・ピーナツ                       | インディアンズ ラニーノーズ                 | もも                    | タナからイケダ         |
| 1/23-1/27 | ギャロップ                               | （編成せず）                             | バービー（フォーリンラブ） ネイビーズアフロ | ジュリエッタ            | 隣人                   |
| 1/30-2/3  | 丸山礼                                   | 天才ピアニスト                           | ラランド 守谷日和                           | span!                   | ガクテンソク           |
| 2/6-2/10  | スナフキンズ                             | （編成せず）                             | 相席スタート しずる                         | からし蓮根              | エレ片                 |
| 2/13-2/17 | 男性ブランコ                             | ファミリーレストラン                     | 蛙亭 マルセイユ                             | ジュリエッタ            | 土佐兄弟               |
| 2/20-2/24 | 沙羅                                     | もも                                     | ぼる塾 女と男                               | 華山                    | ネイビーズアフロ       |
| 2/27-3/3  | ヒューマン中村                           | SAKURAI                                  | お見送り芸人しんいち ZAZY                   | 浅越ゴエ（ザ・プラン9） | じゅんいちダビッドソン |
| 3/6-3/10  | タナからイケダ                           | 田津原理音                               | モグライダー パーパー                       | もう中学生              | 堀川絵美               |
| 3/13-3/17 | もも                                     | ラニーノーズ                             | ぺこぱ TAIGA                                | （編成せず）            | 阿佐ヶ谷姉妹           |
| 3/20-3/24 | （編成せず）                             | さすらいラビー                           | ロングコートダディ                          | カベポスター            | 爛々                   |
| 3/27-3/31 | ヘンダーソン                             | ガクテンソク                             | カベポスター ラフ次元                       | ジュリエッタ            | パーティーパーティー   |

なお、『1時50分 - 』では2023年8月28日（月曜日） - 9月1日（金曜日）の5日間限定で、全編を事前に収録。「笑活ルーティーン」を特別に復活させることを前提に、この期間を「復活・笑活WEEK」に設定していたことから、『2時45分 - 』時代にも出演していた以下の芸人を日替わりで「笑活ルーティーン」に迎えていた。
- 2023年8月28日（月曜日）：どぶろっく
- 2023年8月29日（火曜日）：男性ブランコ
- 2023年8月30日（水曜日）：ラランド
- 2023年8月31日（木曜日）：丸山礼
- 2023年9月1日（金曜日）：テツandトモ

さらに、『1時50分 - 』の最終回（2023年9月29日放送分の「グランドフィナーレ」）にも「笑活ルーティーン」を編成。『スロイジ』シリーズの特徴や主な出来事を織り込んだオリジナルの漫才『オカンが好きな番組』を、ミルクボーイが特別に披露していた。

### 『スロイジ・ウォッチング』
- ミルクボーイ（駒場孝・内海崇）
  - 2022年7月31日放送分では、内海がCOVID-19への罹患によって2日前（29日）に『スローでイージーなルーティーン』の生放送を休演していたことから、駒場のみ出演。
- 関純子（関西テレビアナウンサー） 
  - 「スロイジウォッチャー」という肩書で進行。『スローでイージーなルーティーン』内の生中継に出演することもある。

### 歴代出演者
| 期間      | 期間       | MC                 | MC     | MC           | MC                   | MC           | MCアシスタント | MCアシスタント | MCアシスタント    | 天の声      | 天の声     | ニュースキャスター | ニュースキャスター | ニュースキャスター | ニュースキャスター |
| 期間      | 期間       | 月曜               | 火曜   | 水曜         | 木曜                 | 金曜         | 月曜・火曜     | 水曜・金曜     | 木曜              | 月曜 - 水曜 | 木曜・金曜 | 月曜               | 火曜               | 水曜・金曜         | 木曜               |
| --------- | ---------- | ------------------ | ------ | ------------ | -------------------- | ------------ | -------------- | -------------- | ----------------- | ----------- | ---------- | ------------------ | ------------------ | ------------------ | ------------------ |
| 2021.3.29 | 2021.4.30  | 見取り図           | アキナ | （週替わり） | ゆりやんレトリィバァ | ミルクボーイ | 谷元星奈       | 川島壮雄       | 川島壮雄          | 杉本なつみ  | 中島めぐみ | 石田一洋           | 山本大貴           | 堀田篤             | 堀田篤             |
| 2021.5.3  | 2021.12.27 | 見取り図           | アキナ | （週替わり） | ゆりやんレトリィバァ | ミルクボーイ | 谷元星奈       | 川島壮雄       | 川島壮雄 山本大貴 | 杉本なつみ  | 中島めぐみ | 石田一洋           | 山本大貴           | 堀田篤             | 堀田篤             |
| 2022.1.4  | 2023.3.31  | 見取り図           | アキナ | （週替わり） | ゆりやんレトリィバァ | ミルクボーイ | 谷元星奈       | 川島壮雄       | 川島壮雄          | 杉本なつみ  | 中島めぐみ | 石田一洋           | 山本大貴           | 堀田篤             | 堀田篤             |
| 2023.4.3  | 2023.9.29  | ロングコートダディ | アキナ | ミルクボーイ | ゆりやんレトリィバァ | 見取り図     | 谷元星奈       | 川島壮雄       | 川島壮雄          | 杉本なつみ  | 中島めぐみ | 堀田篤             | 堀田篤             | 中島めぐみ         | 堀田篤             |

## コーナー
番組のタイトルに「ルーティーン」（「日課」や「習慣」のニュアンスがある英語）を入れているため、特別編成や緊急時・非常時を除いて、毎日同じ時間帯に以下の企画を放送。進行担当のアナウンサー（放送上の名義は「MCアシスタント」）は、エンディングパートの直前を除いて、後続のコーナーを紹介する際に「続いてのルーティーンは～です」という表現を用いている。

### 『1時50分からはスローでイージーなルーティーンで』
☆印のコーナー・企画は、『2時45分 - 』から（放送の時間帯や放送曜日の変更を含めて）継承。全曜日共通でEPGに掲載される番組の紹介文には、いわゆる「下世話」なテーマを一切扱わない（「明るく楽しい生活情報」を中心に取り上げる）方針を明示しているほか、「時計がわり」での視聴も歓迎する旨の文言が新たに盛り込まれている。

13:50頃
- オープニング
  - MCがセットの一角（テラス風のウッドデッキ）でフリートークを展開しながら、スタジオか「リモート方式」（スタジオ以外の場所からの生中継）で出演するゲストを紹介。スタジオゲストは『2時45分 - 』時代から、このスペースでデッキチェアに座りながら挨拶することが多かった。
    - 「テス」がスタジオへ出演できる日には、基本としてこのパートから登場。ゆりやんレトリィバァがMCを務める木曜日には、『2時45分 - 』時代に続いて、MCアシスタントの川島がオープニングパートから出演していた。ちなみに、ゆりやんはオープニングの挨拶を「また来週」というボケで始めることが「ルーティーン」と化していた。
    - 放送上はオープニングトークが一段落したところで、MCによるタイトルコールに合わせてタイトルロゴを表示。水曜以外の曜日には、MCとスタジオゲストが、表示中にウッドデッキからスタジオセットへ移動していた（木曜日にはMCアシスタントの川島も同行）。

13:53頃
- 「最新ニュース」☆
  - 放送上「最初のルーティーン」と扱われているコーナーで、ニュース担当の関西テレビアナウンサー（ニュースキャスター）が、スタジオセットの中（モニターの右横）から3項目の「最新ニュース」を伝えていた。
  - 厳密には「FNN（フジテレビ系列のニュースネットワーク）名義での全国ニュース」に当たらないが、『ぽかぽか』で2023年1月から3ヶ月限定で14:30前後にフジテレビから放送されていた（FNN扱いの）ニュースコーナーに相当する扱いで、当番組のネット全局でも放送[注釈 139]。実際には、（スポーツ関連を含む）全国向けのニュースだけで構成するパターンか、関西テレビやネット局が地元（放送対象地域内）で独自に取材したニュース・話題を全国ニュースに織り交ぜるパターンで対応していた。
  - 『2時45分 - 』時代からスタジオセット内での調理を伴う企画（後述する「旬な食材×粋なシェフ　スロー&イージー　ラクうまキッチン」）を実施している水曜日には、この企画をスタジオから放送する場合に、キッチンカウンターをスタジオセットの中央に設置している。その場合には企画が始まるまでにカウンターを設置するため、「最新ニュース」の時間帯にニュースキャスターだけがスタジオセットから出演。MCとスタジオゲストは、「ラクうまキッチン」のオープニングまでテラス風のスペースへとどまった後に、当日登場する「シェフ」と調理するメニューを紹介する映像が流れている間にスタジオセットへ移動していた。
  - 天気予報が「最新ニュース」の直後に組み込まれるまでは、「最新ニュース」を終えてから14:00までの時間帯を、重大ニュース・異常気象が発生している場合や、放送時間に余裕のない場合を除いて出演者のフリートークに充てていた。2023年6月5日（月曜日）からは、以下で紹介するコーナーの予告字幕・映像を、この時間帯に画面の下側へ表示。
  - 「復活・笑活WEEK」に設定されていた2023年8月25日（月曜日）から9月1日（金曜日）および、9月29日（金曜日）の『グランドフィナーレ』では、天気予報と合わせて休止する代わりに、『2時45分 - 』時代にオープニングパートから直結されていた「笑活ルーティーン」をこの時間帯で放送していた。

13:57頃
- 「天気予報」（2023年7月10日から「復活・笑活WEEK」での中断期間をはさんで9月28日まで全曜日で放送）
  - 関西テレビの他番組（主に関西ローカル向けの報道番組）にも出演している気象予報士（浅田／片平）が、ニュースキャスターに代わってスタジオセットへ登場。関西テレビとネット全局向けの天気予報を伝えていた（当該項も参照）。
  - ネット局の放送対象地域内で異常気象が発生している場合や、発生が予想される場合に、当該地域向けの気象警報・注意報・注意事項を冒頭で詳しく取り上げることが特徴。このような場合以外にも、後述する日替わり企画などとの兼ね合いで、14:00より前に「最新ニュース」から続いて放送することがあった。
  - 『2時45分 - 』時代から2023年6月30日までは、「スロー&イージー　お天気チャンネル」と称する天気予報を金曜日に放送。『newsランナー』（平日の16:45から関西ローカル向けに放送する報道・情報番組）の気象キャスターである片平が、週末の気象概況をスタジオセットから伝えていた。なお、『1時50分 - 』への移行当初までは、後述する日替わり企画の最後に放送。金曜以外の曜日でも、関西テレビやネット局の放送対象地域で異常気象が発生している（または異常気象の発生が予想される）場合には、当該地域向けの天気予報を「最新ニュース」へ随時挿入することで対応していた[注釈 140]。
  - 2023年7月10日からは一時、アナログ時計の針が2時（14:00）を指す画像を表示した直後に天気予報を伝えていた。なお、片平は夏季休暇との兼ね合いで、最終回の前週（同年9月22日）をもって担当を終了。最終週の天気予報については、前週まで月・火曜日にのみ出演していた浅田が、最終回の前日（9月28日）までの4日間にわたって担当していた。

14:00頃
- アナログ時計の針が2時（14:00）を指す画像を表示した直後に、曜日別のMCが進行する日替わりの情報コーナーで、コーナーの進行中には、放送の時点で話題の楽曲をBGMに使用。「テス」をスタジオに入れている日には、当日のゲストから1名がMCアシスタントの勧めで「テス」に「おやつ」をあげていた。
- 天気予報14:00から伝えていた期間も、このコーナーを14:00から放送する場合には、アナログ時計の画像を最初に表示させていた。
- 『2時45分 - 』としての開始翌月（2021年4月）から、『1時50分 - 』最終回の前週（2023年9月第3週）までは、放送月から1週間を「プレゼントWEEK」としてランダムに設定。期間中は、このコーナーの冒頭をプレゼント（全曜日共通の商品）と応募方法の紹介に充てている。プレゼントはtwitter公式アカウントへのフォロワー限定で、公式アカウントから月曜日の放送中にMCアシスタント（基本として谷元）がiPad経由で発信する「ボーナスツイート」へのリツイートを条件に応募を受付。応募者から抽選で15名に、上記の商品を進呈していた[注釈 141]。ちなみに、「プレゼントWEEK」の告知中には、『マツケンサンバ』（松平健）をBGMに使用。
- 曜日によっては、コーナーの途中で生中継を挿入。放送開始の翌日（2023年4月4日）から12日（水曜日）までの7日間は、「スロイジ　ライブビューイングin○○」と称して、ネット各局のアナウンサーによる放送対象地域（○○）からの生中継[注釈 142] をこのコーナーの冒頭とエンディングパートに組み込んでいる。
  - 月曜日（テーマは「グルメ」）：スロー&イージープラス　目からウロコ!耳より情報ゲットだディ
    - さまざまなジャンルの専門家から、生活に役立つテクニックをクイズ形式で学ぶ企画。『2時45分 - 』で見取り図がMCを務めていた月曜日の企画（後述する「クイズ!スロー&イージープラス　見ればトクするリリーとクイズ」）を事実上引き継いでいたが、企画名の「ウロコ」は「ロコ」（MCを務めるロングコートダディの愛称）、「ゲットだディ」はロングコートダディにちなんでいる。
    - ネット局の放送対象地域内から取り寄せることが可能な名産品（「お取り寄せグルメ」）を地域単位で取り上げる場合には、そのグルメに詳しい人物（グルメライターなど）をスタジオに迎えたほか、当該局のアナウンサーがそのグルメにちなんだ場所からの生中継で出演していた[注釈 140]。
    - 月曜分の最終回（2023年9月25日）では、『2時45分 - 』時代からの総集編を兼ねて「いっぺん食べてみー賞」を放送。見取り図（『2時45分』 - 時代の月曜MC）とロングコートダディが「放送中の試食で『最も美味しい』と感じた」というグルメを「盛山賞」「リリー賞」「兎賞」「堂前賞」として一品ずつ選んだうえで、受賞品をロングコートダディ・谷元・ゲストパネラー（『2時45分 - 』時代からスタジオへたびたび登場していた松本秀夫・重盛さと美・ギャル曽根）がスタジオで実食した。なお、「盛山賞」「リリー賞」はVTR、「兎賞」「堂前賞」はスタジオで発表。

  - 火曜日（テーマは「ビューティー」）：お悩み聞いて!スロー&イージー　ビューティーチャー☆
    - 視聴者からinstagram公式アカウント内の「質問箱」（ストーリーズに設置）へ寄せられたさまざまな悩み（メイクアップ・ファッション・子育てなど）を、出演者が悩みに見合った専門家を交えながら楽しく解決していた。企画名に入っている「ビューティーチャー」とは、スタジオに招く専門家の総称で、「美容やファッション（ビューティー）に関する悩みを解決する講師（ティーチャー）」というニュアンスを込めている。
    - ファッションに関する悩みを取り上げる場合には、角佑宇子（スタイリスト）が勧める着こなし方や合わせ方をスタジオで紹介。本職のファッションモデルに加えて、MCアシスタントの谷元が生放送中に試着へ臨んでいた。
    - 火曜分の最終回（2023年9月26日）には、数々の「ビューティーチャー」がこの企画で披露していた美容やファッションのポイントを、アキナへのクイズ仕立てで改めて紹介した。

  - 水曜日（テーマは「料理レシピ」）：旬な食材×粋なシェフ　スロー&イージー　ラクうまキッチン☆
    - 有名店のシェフ、人気の高いレシピブロガー、料理系のYouTuberなど（放送上は「シェフ」と総称）から、旬の食材を使った簡単な料理術を、週替わりのMCやゲストと共に学んでいた。
    - MCとゲストは基本として、「シェフ」による調理の模様を、キッチンカウンターから離れた場所で見学。調理が終わるタイミングで、MCから1名が「総括」（自分なりの感想などをまとめたキーフレーズ）を発表した後に、完成した料理を他のスタジオ出演者と一緒に試食していた。ミルクボーイがMCを務めていた『1時50分 - 』では、内海が調理のアシスタントを任される一方で、駒場は「コマバ（駒場）ッチリポイント」と称して調理のポイントを調理中に随時紹介。
    - 基本としてスタジオセットから放送していたが、『2時45分 -』時代の2022年10月19日（後述する「チルアウトWEEK」の期間中）からは、「芸能人マイブームご飯」という企画も随時編成。料理の得意な芸能人（初回はこがけん）と当日出演のMCが、「自分でよく作っている」という料理（放送上の呼称は「マイブームご飯」）のレシピや自己流のコツをVTRで実演していた。ちなみに、「芸能人マイブームご飯」を放送する日には上記の「シェフ」が出演せず、MC以外にレシピを実演する芸能人は事前収録のVTRにのみ登場。
    - 水曜分の最終回（2023年9月27日）には、近藤千尋（『2時45分 - 』時代から通算で23回スタジオへ出演）をゲストパネラーに迎えた一方で、お節料理（伊勢エビ丸ごとワンプレートおせち）の作り方を「諸般の事情」と称してスタジオで実演していた。

  - 木曜日（テーマは「お家&インテリア」）：スロー&イージーHOW（ハウ）ジング　きょうのおうちは・・・ひと味ちゃうねん☆[注釈 143]
    - 注目に値する住宅事情や、視聴者が真似したくなる収納術など、最新のハウジング情報を紹介する。MCのゆりやんとゲストが、住宅（モデルルームや売却中の物件など）の室内を360度カメラで撮影した画像から、気になる住宅の室内画像をタブレットで見ながら進行。視聴者も、画面の左上側に表示されるQRコードを通じて、同じ画像を放送中から 特設ページ で閲覧できるようになっていた。
      - ゆりやんが上記ページの閲覧に向けてタブレットのディスプレイを「タップ」することをタップダンスで表現したり、放送中に字幕で表示されるtwitterユーザーのアカウントを（あくまでも冗談で）「捨て垢」（捨てアカウント）と断言したうえで、そのアカウントから発信されたツイートの一部をピン芸で披露するような関西弁の口調でアカウント名ごと読み上げたりしていることが『2時45分 - 』時代からの特徴。住宅の画像をひととおり紹介してからは、ゆりやんとパネラーに（土地代を除いた）販売価格を推理させたうえで、川島が正解を発表している。
      - 上記の特設ページでは、1週につき8軒分の画像をパンフレット風に公開している。『2時45分 - 』としての開始当初の放送では8軒の画像からゲストパネラーに1軒を選ばせていたが、途中からは川島があらかじめ指定した1軒の画像だけを放送で紹介。放送日によっては、公開された画像のうち、一部の部屋やスペースの紹介を割愛することがあった。また、ゆりやんが2024年にアメリカ合衆国への本格的な進出を公言していることを受けて、2023年9月21日には「スロイジハウジング特別編」を放送。堀田をカリフォルニア州へ実際に派遣したうえで、ゆりやんの希望に添った州内の物件を取材した映像を流していた。

    - 後半には、「モリオ」（壮雄）こと川島の冠ミニコーナー「モリオpresents こんなところにこだわりたい」を、『2時45分 - 』時代の初回から放送。現在の住居の快適性や利便性を高めるために、視聴者へ勧めたい工夫やグッズを紹介している。その一方で、『2時45分 - 』時代の途中からは、このコーナーに代わって以下の企画も月に1回ずつ放送。
      - 2021年10月29日からは、「DIYってこんなにイージーでAぇ!んですか!?」を放送。DIYの初心者でもあるAぇ! groupの末澤と小島が、専門家のアドバイスを受けながら家具作りに臨んだ模様を、ロケ映像と実物で紹介していた。ちなみに、2人がこの企画で初めて製作したのは「テス」が入れる小屋（放送上の呼称は「ワンちゃんハウス」）で、『1時50分 - 』への移行後は2023年4月20日から放送[11]。
      - 末澤と小島は、ミルクボーイからのリクエストに端を発する水曜放送分とのコラボレーション企画として、「ラクうまキッチン」（前述）で使用するキッチンカウンターのアップデートにも2023年6月から取り組んでいる。アップデート後のキッチンカウンターは、同年7月27日（木曜日）にスタジオで初めて披露した後に、翌週水曜日（8月2日）から「ラクうまキッチン」でのスタジオ調理に使われていた[12]。木曜分の最終回（2023年9月28日）では、「グッドなラックをDIY」と称して、末澤と小島がゆりやんへのプレゼント向けに木製のラックを作り上げた模様を放送[13]。
      - 2022年9月1日からは、番組側が都市再生機構（UR）から借り受けた千島団地（大阪市大正区）内の一室（DIYによる内装の変更を「原状回復が不要」という条件でURが認めている空き部屋）で初心者にも可能な改装へ取り組む企画も開始。山本大貴がDIYの専門家と共に改装へ臨む様子を、月に1回の生中継で紹介しているほか、末澤と小島が改装するロケ企画も月に1回のペースで放送していた。

  - 金曜日（テーマは「お出かけ生中継」）：見取り図ナビゲート　スロー&イージー　お出かけビューイング
    - 週末に訪れたい行楽地やイベント会場からの生中継を主体に構成。『1時50分 - 』への移行とともに見取り図が金曜日のMCへ就任したことを受けて、「見取り図ナビゲート」が企画名に加わったほか、ネット局の放送対象地域からの生中継を随時実施している。
    - 当番組のスタジオからは、MCアシスタント（基本として川島）と見取り図の盛山が、「ミト地図」（中継先近辺の略地図に写真を添えたパネル）を使いながら中継のポイントを随時紹介。見取り図以外のお笑い芸人が中継のリポーターを務める場合には、中継の前に、見取り図のリリーが中継の見どころをネタ交じりでフリップへ書き込んでいた。その一方で、当初はこの企画に続いて「お天気チャンネル」を放送。
    - 「お出かけビューイング」は、最終回の前週（2023年9月22日放送分）で終了。当日は豊崎由里絵（『2時45分 - 』時代から「準レギュラー」に近いパネラーとして通算で19回出演してきたフリーアナウンサー）をスタジオへ迎える一方で、「エルフの荒川・はるがラウンドワン梅田店（大阪市北区）内ボウリングレーンからの生中継で『（ボールを交互に1球ずつ投げる方式で）5連続ストライク』に挑戦する」という企画を組んでいた。
      - この中継には堀田も進行役で同行していたが、オープニング直後の生中継で荒川が「見取り図の2人にも来て欲しい」と呼び掛けたことがきっかけで、見取り図の盛山とリリーも中継に急遽参加することが決定。実際に「最新ニュース」の直前でスタジオセットからラウンドワンの梅田店へ直行したため、当日のMCアシスタントであった川島が、豊崎[注釈 144] と共に「最新ニュース」以降のパートをスタジオから進行する事態に至った。
      - 当日は、この中継を最大限放送すべく、後述するレギュラーコーナー（ [「竹脇まりなの毎日3分で痩せるーティーン」「スロー&イージー　あなたはコレが解けるーティン!?」）を休止。荒川とはるは、『1時50分 - 』の終了を告げられた2023年8月から、この中継に向けてボウリングを練習していたという。実際には「5連続ストライク」達成の目途が立たなかったため、エンディングパートの中継で目標を「（盛山・リリーとの）4人同時ストライク」へ急遽切り替えたものの、成功に至らないまま生放送を終える羽目になった。
- 最終回（2023年9月29日）には、レギュラーMCがスタジオへ全員集結していたことから、この時間帯を「スローでイージーすぎたルーティーンでした!」（『2時45分 - 』時代からの日替わり企画における珍場面を振り返る特別企画）に充当。ゆりやんが木曜分のオープニングで「また来週」というボケを40回続けていたことや、「スロイジハウジング」でタップダンスを106回連続で披露していたことや、『1時50分 - 』の終了が同年7月の第2週に見取り図へ伝えられていたことなどが初めて明かされた。

14:25頃
- 竹脇まりなの毎日3分で痩せるーティーン☆
  - 竹脇まりな（フィットネス関連動画の投稿で人気の高いYouTuber）が、ダイエットへの効果が高く、自宅にいても毎日3分間だけ実践できるトレーニング（宅トレ）の方法を事前収録の映像（レッスン映像）を通じて伝授。「宅トレ」のテーマとレッスン映像は週替わりで、映像の放送中には（木曜日のゆりやんを除く[注釈 145][14]）MC陣、ゲスト、生中継のリポーターも実演している。ちなみに、スタジオでの実演には、テラス風のスペースを『2時45分 - 』時代から使用。
  - レッスン映像は、YouTubeの動画風に構成。「2時20分（『2時45分 - 』時代は3時20分）を過ぎたら『痩せるーティーン』」という竹脇の掛け声で始まる映像で、『2時45分 - 』時代の 2021年7月第2週（5日放送分）からは、「準備運動」の映像を冒頭に必ず入れている。
  - 「宅トレ」映像の下側には、「宅トレ」が終了するまでの残り時間と竹脇からのアドバイスを字幕で表示。『1時50分 - 』へ移行後の2023年5月19日（金曜日）まで放送された映像には、残り時間をカウントダウン方式（「3 minutes」「2 minutes」「1 minute」「30 seconds」「15 seconds」および「10 seconds」から1秒単位）で表示していた。翌週（22日＝月曜日）以降の映像では、「のこり○分○秒」という1秒単位でのリアルタイム表示を導入。
  - レッスンを終えてから、竹脇が当日のMC陣やゲストパネラーに対して、放送週の「宅トレ」のテーマに関する「無茶振り」（即興のラップやギャグなどのリクエスト）を求めること[注釈 146] も多かった。また、放送週によっては、「宅トレ」への感想が綴られたツイートの一部に「天の声」のナレーションを添えてオープニング映像で紹介していた。
  - 竹脇は既婚者で、第一子を懐妊していることや、2023年に出産を予定していることを2022年11月23日（水曜日）に公表。このような事情から、『2時45分 - 』時代の同月28日以降の放送では、「過去に放送したレッスン映像を活用しながら、新たに撮影した竹脇からのメッセージ映像を添える」という方針に切り替えている[15]。実際には新たに撮影したレッスン映像も随時加えているが、『1時50分 - 』時代の2023年夏季には、準備体操が不要で座ったままでも取り組める「宅トレ」を中心に紹介。最終回には、竹脇をスタジオに迎えての「生エクササイズ」が再び実現した。
  - 『1時50分 - 』への移行後は、当日のMCがこのパートまでスタジオに登場。パートの終了後（スポットCMが放送されている間）に、関西テレビ本社内の「別室」へ移動していた。

14:35頃
- スロー&イージー　あなたはコレが解けるーティン!?
  - 「『毎日3分で痩せルーティーン』で身体を動かした後に、みんなで頭を動かそう」との触れ込みで、『1時50分 - 』への移行を機に新設された脳トレ系のクイズ企画。「当日のMCアシスタントから出されるクイズに、当日のMCが『別室』からの生中継を通じて答える」という趣向を施している。ゆりやんレトリィバァ（女性のピン芸人）がMCを務める木曜日には、男性の芸人を必ずゲストに迎えているため、その芸人がゆりやんと一緒に「別室」でクイズに挑戦。ただし、『2時45分 - 』時代から実施している期間限定企画の対象週には、この時間帯を関連企画に充てる関係で休止していた。
  - 「別室」には探偵風の衣装とiPad（いずれも2人分）が用意されていて、（木曜日のゲストを含む）クイズの「挑戦者」には、この衣装を身に付けながらiPadのモニターにスタイラスペンで回答を書き込むことを求めていた。ただし、水曜日MCの内海（ミルクボーイ）には江戸川コナン風、金曜日MCの盛山（見取り図）には金田一耕助風の衣装を特別に用意。
  - 「別室」には、「挑戦者」が座る椅子の間に仔犬の人形（放送上の呼称はマスコット犬の名前と同じ「テス」）を設置。この人形には動画を撮影できる小型のカメラと赤く点灯するランプを顎の下の部分に内蔵していて、撮影した動画をスタジオセットへリアルタイムで伝送できるようになっていた。MCアシスタントはクイズの正解をエンディングパートまで発表しないため、「挑戦者」が回答を書き込んだiPadの画面を前述したカメラに向けると、犬の鳴き声風の効果音が流れるとともにランプが赤く点灯するようになっていた。
  - 回答の制限時間は2分間で、出題から30秒と1分を過ぎたところで、MCアシスタントが「ヒント」を1回ずつ（当初は出題から1分後にのみ）提示。2分以内に正解を示せた「挑戦者」にのみ、エンディングパートまでにスタジオへ戻ることを認めていた。その一方で、無回答や不正解に終わった「挑戦者」には、「別室」にとどまったままエンディングパートへ出演していた。そのため、木曜以外の曜日のクイズでは、「MCを務めるお笑いコンビのメンバーから1人しかスタジオへ戻れない」という事態が放送の第1週から発生。後に、「MCがスタジオへ1人も戻れないままエンディングパートを迎える」という事態も生じている。
  - 2023年6月5日（月曜日）からは、直近の放送日までの期間におけるMC全員の通算正解率を、クイズの出題前にピラミッド状の画像や棒グラフで紹介。当日出題するクイズ（クエスチョン）の画像については、オープニングパートの終盤（前述）にも、「今日のクエスチョンをちょい見せ」と称して画面の左下に小さく表示していた。
  - 最終回（2023年9月29日）を放送する前の時点で、通算の正解数が最も多かったレギュラーMCは見取り図のリリー（15問）。アキナの山名は14問、ゆりやん・ロングコートダディの堂前・ミルクボーイの内海は13問、見取り図の盛山は12問、ミルクボーイの駒場は11問正解させていた。
    - ロングコートダディの兎とアキナの秋山はこの企画での「クエスチョン」をとりわけ苦手にしていて、同日の時点で最下位（10問正解）で並んでいたため、最終回では特別ルールによる「最下位決定戦」を実施。回答の制限時間を1分間に短縮する代わりに、出題から30秒後に1回だけヒントを出していた。2人とも正解を出せず「痛み分け」に終わったものの、最終回であったことから、エンディングでの「居残り」は免除された。

14:40頃
- エンディング
  - 翌日（金曜日には翌週月曜日）に予定されている日替わり企画の案内をはさみながら、「スロー&イージー　あなたはコレが解けるーティン!?」で出されていたクイズの正解と解説をMCアシスタントが紹介。「挑戦者」から少なくとも1名が正解できなかった場合には、該当者が居残っている「別室」からの生中継を挿入していた。
  - 関西テレビではフジテレビ系列フルネット局向けの連続ドラマを東京支社で制作していることから、放送を開始する（または放送中の）ドラマの見どころを、『2時45分 - 』時代から赤ペン瀧川がVTRで随時紹介。『2時45分 - 』時代にはこのVTRを日替わり企画枠内で流していたが、『1時50分 - 』への移行後は、エンディングパートの直前に放送していた。ただし、『1時50分 - 』のネット局には編成上の事情から関西テレビ制作の連続ドラマを放送できない（他系列との）クロスネット局が含まれていることから、フルネット局で放送を開始する（または放送中の）作品を紹介する字幕には「一部地域を除く」との注記が添えられていた。
  - 2023年5月5日（金曜日・こどもの日）にも生放送を実施していたが、本番終了間際の14:42に（当時ネット局が存在していなかった）石川県の能登地方で最大震度6強の地震が発生した。制作局の関西テレビでは、当番組を通常どおり14:45まで放送。この間にも主な観測地点での震度を字幕で表示していたが、14:45からはネット全局とともに、この地震に関する『FNN報道特別番組』（平日夕方の『Live News イット!』をベースにフジテレビから放送）へ切り替えた。
  - 最終回では、『2時45分 - 』時代からの視聴者やスタッフへの感謝を込めて、レギュラーMCが全員登場するスペシャルムービーを放送。この映像には、「レギュラーMCのアップの映像に合わせて、そのMCの直筆によるメッセージ付きのサインを白字で表示させる」という演出が施されていた。また、この映像が流れた後には、『2時45分 - 』時代から生中継やロケ企画へ頻繁に出演していたエルフの荒川もスタジオへ急遽登場。2年半にわたる『スロイジ』シリーズに幕が下りる瞬間に、レギュラーのMC陣、MCアシスタントの谷元・川島、「テス」、ゲストパネラーの藤本美貴・高橋みなみと揃って立ち会った。

### 『2時45分からはスローでイージーなルーティーンで』
14:45
- オープニングパート
  - MCがフリートークを展開しながら、スタジオか「リモート方式」（スタジオ以外の場所からの生中継）で出演するゲスト（基本として女性のタレント・フリーアナウンサーやAKB48・SKE48・NMB48・乃木坂46の新旧メンバーなどから1名）を紹介していた。
  - 週替わりでMCを迎える水曜日には、レギュラーゲストに相当する「ルーティーンメンバー」として、小嶋か福本が隔週交代で出演。他曜日の生放送に迎えるゲストのうち、曜日を問わず出演の頻度が高い人物（フリーアナウンサーの豊崎由里絵・神田愛花[注釈 147] など）については、生放送へ登場しない日にも15時台前半の日替わり企画枠（後述）で放送されるロケ映像へ「スロイジファミリー（のメンバー）」として出演することがあった。
  - 「テス」は基本として、このパートを中心に登場。ただし、ゲストを迎えるとは限らず、ゲストが男性や夫婦の日もあった（主に金曜日）。

14:50頃
- スロー&イージー笑活（わらかつ）ルーティーン
  - 若手芸人が所属事務所を問わずスタジオでネタを披露した後に、「今日のトレンド」（放送当日のトピックスからSNSでの注目度が特に高い話題や動画）をテーマに、MC陣との間でトーク（放送上の呼称は「笑活トーク」）を展開していた。2022年5月23日（月曜日）からは、「笑活トーク」のテーマを、以下のように日替わりで設定。
    - 月曜日：「笑活　トレンドトピックス」
    - 火曜日：「笑活　ファンタスティックムービー」
    - 水曜日：「笑活　アニマルライフ」
    - 木曜日：「笑活　これ見て!アート」
    - 金曜日：「笑活　なんだろうアイテムズ」

  - MCアシスタントは、このコーナーから登場。吉本興業以外の事務所に所属する芸人を水曜日の週替わりMCへ初めて迎える場合には、その芸人自身がネタを披露する（土佐兄弟・ラランド・四千頭身・なすなかにしが該当）。同社所属の芸人が水曜日のMCを務める場合にも、このパターンを踏襲することがあった。
  - ネタの披露中には、「笑活中」というL字型のワイプ画面を表示。ネタに対するMC（MCがネタを披露する場合にはMCアシスタント）と（「ルーティーンメンバー」を含む）ゲストのリアクションを同時に映していた。
  - ネタを披露した芸人については、「笑活トーク」が一段落したところで、チャイムを合図に出演を終えることが多かった。ただし、水曜以外の曜日に出演する芸人の一部（主にJP）は、15時台にもニュースパートを除いて登場。2022年からは、全曜日共通のテーマ（「ものまねが十八番」「リズムネタが十八番」「子どもに人気」「上方漫才大賞の新人賞候補」「過去にR-1ぐらんぷりの決勝へ進出」など）を設定したうえで、そのテーマに沿った芸人だけが出演する週間（放送上の呼称は「笑活～WEEK」）を定期的に設定していた。
  - 第1回から2022年7月1日（金曜日）までは、オープニングパートと当コーナーの間にCM枠を設定。MCアシスタントと「天の声」（放送中のナレーションだけを担当する関西テレビの女性アナウンサー）が、15時台の放送スケジュールと企画の概要を、当コーナーの最後に伝えていた。同月4日（月曜日）からオープニングパートに続いて当コーナーを放送する構成に変更されたことに伴って、（当コーナーを含む）企画の概要と放送のスケジュールをコーナーの冒頭で紹介。

15:00頃
- 曜日別のMCが進行する日替わりの情報コーナー。オープニングには時計の針が3時（15:00）を指す画像を表示させていたほか、コーナーの進行中には、放送の時点で話題の楽曲をBGMに流している。曜日によっては、コーナーの途中で生中継を挿入。2022年7月4日（月曜日）からは、「3時のおやつ」（当日のスタジオ出演者が日替わりで提供される『おやつ』を試食するミニコーナー）を冒頭（3時の直前）に設けたうえで、時刻が3時に差し掛かったタイミングで時計の画像を表示させていた。
  - 月曜日（テーマは「得する生活情報」）：クイズ!スロー&イージープラス　見ればトクするリリーとクイズ
    - さまざまなジャンルの専門家から、生活に役立つテクニックをクイズ形式で学ぶ企画。コーナーの最後には、見取り図の反応に関する二者択一式の投票（放送上の設問は「～を学んで自分のプラスにしていたのはどっち?」）を、twitter上の番組公式アカウントで受け付けていた（投票の結果と得票率をエンディングパートで発表）。
    - 当番組の放送開始から1周年を迎えた2022年3月28日には、番組史上初めて、竹脇がこのコーナーからスタジオに登場。第1回からゲストとして頻繁に出演している高橋ユウを交えながら、「身近な食材で超時短! まりな流食べルーティーン」（栄養バランスの良さ・調理の手軽さ・後片付けの簡便さを両立させたオリジナルレシピの実演企画）を放送した。
    - 「食」をテーマに取り上げる回では、「食いしん坊中継」と称して、スタジオに招いた専門家が勧める関西地方の飲食店からの生中継を随時挿入。関西テレビのアナウンサーから谷元以外の女性1名（『スロイジ・ウォッチング』にも出演する関など）が、スタジオ出演者とのクロストークをはさみながら試食に臨んでいた。「食いしん坊中継」については、月曜日のMCがロングコートダディに変更された『1時50分 - 』でも、ネット局のアナウンサーを加えながら随時実施。

  - 火曜日（テーマは「お悩みトークルーム」）：スロー&イージー　お悩みトークルーム（2022年6月28日まで）→ お悩み聞いて!スロー&イージー　ビューティーチャー（同年7月5日から）
  - 水曜日（テーマは「料理」）：旬な食材×粋なシェフ　スロー&イージー　ラクうまキッチン
    - 2021年の5月第3週からは、このコーナーで放送済みのレシピの動画を、Amazonプライムビデオ内の「カンテレドーガチャンネル」から有料で順次配信している（最新の動画を基本として放送の2日後に追加）。

  - 木曜日（テーマは「家」）：スロー&イージーHOW（ハウ）ジング　きょうのおうちは・・・ひと味ちゃうねん[注釈 143]
    - ゆりやんは2022年9月1日の放送中に、理由は不明ながら（川島の名前＝壮雄のカタカナ表記である）「#モリオ」というハッシュタグがTwitterトレンドで日本の6位に入っていることを指摘するツイートをたまたま紹介。この紹介をきっかけに、番組を通常どおり進行しながら、twitterのユーザーに対して「#モリオ」入りのツイートをさらに多く投稿することを呼び掛けた。その結果、関西ローカル向けの生放送番組に関する言葉でありながら、「#モリオ」の順位が放送中に日本の2位（世界ランキングの9位）にまで上がる事態に至った（日本での1位は「#パズドラ」）[16]。
    - 後半には、「モリオpresents こんなところにこだわりたい」を主に放送。山本がMCアシスタントを務める回には、「セルフリフォームの方法を専門家に教わりながら、当番組のスタッフルームを放送中に改装する」という生中継企画を挿入していた。
      - 2021年9月23日からは、月に1回のペースで「松丸亮吾にチャレンジ　スロー&イージー謎解きハウス」（前述した特設ページと連動した視聴者へのプレゼントクイズ企画）を放送。松丸が考案した「謎」（クイズ）と、「謎」を解くことで見付け出せる「宝」を仕掛けた「謎解きハウス」の画像を放送日限定で特設ページに出したうえで、「宝」を見付け出せた視聴者からの応募を受け付けている。翌週木曜日のエンディングでMCアシスタント（主に川島）から正解を発表するとともに、正解者から抽選で若干名に番組オリジナルのグッズをプレゼント。もっとも、松丸が生放送中のスタジオへ出演することは少なく、たいていはクイズの出題だけにとどめていた[17]。

  - 金曜日（テーマは「エンタメ」）：スロー&イージーチャンネル　こんなん何回見てもイイですからね[注釈 148]
    - 関西テレビで放送を予定している「お勧め番組」、同局で放送週に流れた自社制作番組のダイジェスト、話題のコンテンツなど、「エンタメ」（エンタテインメント）に関するさまざまな情報を、ミルクボーイへの「15秒チャレンジ」（クイズや大喜利など）やゲストへのクイズを交えながら紹介していた。
      - 放送週によっては、ミルクボーイと（過去にスタジオへ出演している）女性ゲストによる紀行ロケ企画や、ミルクボーイと当日の「笑活ルーティーン」出演者を除く芸人がリポーターを務める生中継企画を挿入。前者の企画は観光スポットの紹介や視聴者への特産品プレゼントを兼ねているが、「ロケの途中から『駒場（とゲストの）チーム』と『内海（とスタッフの）チーム』が別々に行動させられるばかりか、内海だけが『駒場チーム』のメンバー以上に心身を消耗するようなロケへ次々と臨まされたあげく、その理由が分からないまま最後のロケ先で『駒場チーム』と落ち合う」というパターンが定着していた。

    - 「エンタメ」をテーマに掲げているが、当番組自体は、「時事や芸能に特化しない」（芸能関連のゴシップやスキャンダルなどを扱わない）方針を公式サイトなどで明示している。また、金曜日のみ、片平[注釈 149] の出演による「お天気チャンネル」をスタジオセットから放送。
- 番組の開始から半年間は、「ジャパネットたかたからのお知らせ」（ジャパネット側で収録された映像によるテレビショッピングコーナー）を上記の企画に続いて放送。当番組を放送するまで当該時間帯で随時編成していた『ショッピング・キング』（通信販売番組枠）から、同社の制作分を事実上引き継いでいた。ただし、2021年5月10日（月曜日）から6月18日（金曜日）までは、放送上「CMの一部」とみなされている。

15:23頃
- 竹脇まりなの毎日3分で痩せるーティーン
  - 2022年3月28日（月曜日）には生放送中のスタジオへ竹脇を迎えての「生ルーティーン」が初めて実現したため、翌29日（火曜日）から4月1日（金曜日）までの4日間は、28日のスタジオ出演時に収録したレッスン映像を放送上合成していた。翌週（4月4日）からは、スタジオ出演時に収録した映像を、オープニングの映像に組み込んでいる。
  - 基本として（「ジャパネットたかたからのお知らせ」→ ）当コーナー → スポットCM → 最新ニュースの順に放送していたが、CMをはさまずに最新ニュースへ直結することもあった。2021年5月10日（月曜日）から6月18日（金曜日）までは、「ジャパネットたかたからのお知らせ」とスポットCMに続いて当コーナーを放送した後に、最新ニュースへ直結。

15:30頃
- 報道フロアからの最新ニュース
  - 関西テレビ制作の定時ニュースとしては『報道RUNNER』（2023年3月31日まで平日の夕方に2時間15分の放送枠[注釈 150] を設定していた報道・情報番組）に次いで長い時間（基本として8分間）を割り当てていた。
  - ストレートニュースに加えて、阪神タイガースやオリックス・バファローズの試合が開催された翌日には試合のダイジェスト映像と他のスポーツの特集映像、非開催日の翌日には後者の映像のみ放送。最後に、当日の『報道RUNNER』で取り上げる予定のトピックや特集の概要を1項目だけ伝えていた。
    - ストレートニュースについては、関西地方のニュースを基調に、全国ニュースや海外のニュースを随時放送。月曜日の深夜に『こやぶるSPORTS超』をレギュラーで放送していた時期（2021年4月から半年間）は、スポーツアナウンサーでもある石田が、当日の深夜（火曜日の未明）に放送予定の予告も加えていた。

  - ニュースが終わったタイミングで、スタジオからの映像をはさんでスポットCMを放送。当初はMCアシスタントが視聴者に対してエンディングまでの視聴をCMの前に勧めるだけだったが、2021年6月以降は、次回の放送で予定している日替わり情報企画の概要も伝えていた。
    - 金曜日には、MCのミルクボーイが当番組の開始と同じタイミングで『ごきげんライフスタイル　よ～いドン!』（当番組の開始前から平日の午前中に関西ローカルで放送中の生放送番組）月曜日へのレギュラー出演も始めたことから、翌週月曜日の『よーいドン!』で放送を予定している担当ロケコーナーから収録済みの映像の一部を放送。逆に、当番組の放送が決まっている平日の『よーいドン!』では、「きょうのスロイジ」（前週に当番組のスタジオセットで収録した予告映像）を流している。
      - ミルクボーイは『1時50分 - 』への移行後も、『よーいドン!』月曜日のレギュラー出演を継続。「きょうのスロイジ」については、『1時50分 - 』への移行後も、関西テレビでのみ『よーいドン!』や『ぽかぽか』（関西ローカル向けのスポットCM枠）で放送している。

15:43頃
- エンディングパート（お勧めルーティーン）
  - 当番組からの企画や、『報道RUNNER』以降の時間帯に関西テレビで放送予定の番組などを告知した後に、15:45からの番組（主に連続ドラマの再放送）へ直結していた。生中継を放送した日には、この時間帯にも中継を実施。

#### 全曜日共通の期間限定企画
- 「SDGsをシェアすルーティーン」（『2時45分 - 』時代）→「スロイジSDGsウィーク!」（『1時50分 - 』への移行後）
  - 関西テレビが2021年から9月の第4週に設定している「カンテレSDGsウィーク!」との連動企画で、『2時45分 - 』時代は当該期間中の平日にニュースパートの直後で放送。視聴者が日常生活で実践できるSDGs達成への取り組み（SDGsなルーティーン）を、SDGsの専門家が（放送上）日替わりで示すテーマに沿ったラニーノーズのロケリポートで紹介していた。
    - ラニーノーズが当日のテーマにちなんだ詞をツインギターで弾き語ることによって、リポートを締めくくることが特徴。「（情報の）シェアだけでもSDGsの達成につながる」との趣旨で構成された企画でもあることから、twitterのアカウントを取得している視聴者には、番組公式アカウントから発信される関連ツイートのシェアを勧めていた。

  - 関西テレビでは『1時50分 - 』への移行後も、年に1回は「カンテレSDGsウィーク!」を設定している。このため、期間中の『1時50分 - 』では、MC陣の一部による体験ロケの映像やスタジオでのライブパフォーマンスを2時（14時）台の後半（本来は「あなたはコレが解けるーティン!?」を編成している時間帯）に放送している。移行後最初に設定された期間は2023年の5月第4週だが、当番組では企画名を「SDGsをシェアすルーティーン」から「スロイジSDGsウィーク!」に変更している。
- 「浴衣WEEK」
  - 『2時45分 - 』時代の2021年から、『1時50分 - 』時代の2023年まで、毎年夏季（7・8月）の1週間を対象に設定。ニュースキャスター・気象キャスターを除く出演者が全員浴衣を着用したほか、「竹脇まりなの毎日3分痩せルーティーン」では、浴衣を着ていても取り組める「宅トレ」を竹脇が浴衣姿で紹介していた。
- 「チルアウトWEEK」
  - ニュースパートと「竹脇まりなの毎日3分痩せルーティーン」で竹脇が出演する宅トレVTRを除く全編を、屋外（大阪府泉南市の「泉南ロングパーク」内）からの生中継で構成する週間で、2021年から毎年9月（または10月）の1週間に編成。生中継には基本として、パーク内のグランピングスペースを使用している。
    - 2021年には、9月27日（月曜日）・28日（火曜日）・30日（木曜日）・10月1日（金曜日）の4日間にわたって放送。「毎日3分で痩せるーティーン」の宅トレVTRも、別の場所の屋外で特別に撮影していた。
      - 9月29日（水曜日）にもクロちゃん（安田大サーカス）をMCに迎えての全編生中継を予定していた。予定通りに放送されていれば、クロちゃんは当番組で情報系生放送番組のMCを初めて経験することになっていたが、実際には当番組の放送自体を急遽休止した。当日の午後に投票と開票が進められていた自由民主党総裁選挙が決選投票にまで持ち越されたことに伴って、関西テレビが所属するフジテレビ系列で『FNN Live News 自民党総裁選』という報道特別番組が14:45から編成されたことによる。

    - 2022年には、10月17日（月曜日）から21日（金曜日）までの5日間に設定。ただし、17日は天候不良で強風にも見舞われていたため、屋内の施設にセットを急遽組み込んだうえで生中継に漕ぎ着けた。
- 「スロー&イージー　サマーホームルーム」（『2時45分 - 』時代の2021年・2002年8月に設定）
  - 小学生の夏季休暇期間に当たる8月の中旬（または下旬）の1週間を対象に、ニュースパートの直後に放送。当番組のスタジオとは別の部屋（別室）に小学生を毎日1名招いたうえで、「非常勤講師」に扮したレギュラーアナウンサーの進行で、小学生が別室からの生中継で寄せる「ハテナ」（疑問）に「スロイジティーチャーズ」（曜日別のMCとゲスト）が答えていた。
- 「こたつむりWEEK」（『2時45分 - 』時代の2022年・2023年2月に設定）
  - スタジオセットにこたつを設置したうえで、MC・MCアシスタント・パネラー（水曜日のみ「ルーティーンメンバー」）がこたちに入りながらニュースパートを除くスタジオパートの全編を進行する週間。2022年から毎年2月の前半に設定されていて、「笑活ルーティーン」にのみ出演する芸人も、ネタの披露を終えてからこたつに入って「笑活トーク」に臨んでいる。
    - 2022年には、2月7日（月曜日）から11日（金曜日・建国記念の日）までの5日間にわたって設定していた。期間中のオープニングパートでは、前述したタイトル映像を流さない代わりに、（代理者を含む）MCが関西テレビ本社屋上からの生中継で登場。「笑活ルーティーン」が始まるまでの間に、スタジオへ移動していた。
    - 2023年には、「スロイジ　ボーナスWEEK」と合わせて、2月6日（月曜日）から10日（金曜日）までの5日間にわたって設定。趣向は前年とほぼ同じだが、MCとパネラーがこたつに入りながら「3時のおやつ」を食べているほか、「ボーナスWEEK」のプレゼントにリバーシブル式のこたつが提供されている。

#### 定期的に実施している特別企画
いずれも、2021年8月24日（火曜日）放送分で通算の放送回数が100回に達したことをきっかけに始まった企画。
- 「バームクーヘンピクチャー」
  - 2021年8月30日（月曜日）から9月3日（金曜日）までに日替わりでMCを務めた芸人（9月1日はブラックマヨネーズの小杉）が、番組の「節目」に当たる期間（放送開始1周年など）に当番組へ出演するたびに、スタジオセット内の好きな場所で記念撮影へ臨む企画。「バームクーヘンピクチャー」という企画名は、樹木の年輪を連想させるバームクーヘンの焼き目を番組の「節目」になぞらえたことに由来している。
  - 『SAVVY』（京阪神エルマガジン社発行の月刊誌）に携わるプロの写真家が、日替わりで撮影を担当。企画の開始に際しては、MCに対して、1回目の撮影と全く同じ場所・ポーズで2回目以降の撮影に臨むことを求めている。
- 「スロイジ・ドラマチックシアター」
  - 2021年から毎年1本のペースで火曜日に1日だけ放送している番組オリジナルのミニドラマで、過去に放送された作品は以下の通り。
    - 『その記憶はトンネルを抜けて』（放送日：2021年9月13日、主演：峯岸みなみ、出演：和田正人ほか）
      - 関西テレビの本社がある大阪市内界隈を中心に撮影。放送日には、峯岸が「ルーティーンメンバー」として出演した。放送後に、関西テレビの公式YouTubeチャンネルで全編の動画を配信。

    - 『はじめてのおつかいのレシートには…』（放送日：2022年7月19日、主演：白井孝誠＜子役俳優＞、出演：七海薫子ほか）[18]

## 『1時50分からはスローでイージーなルーティーンで』のネット局
| 放送対象地域   | 放送局                    | 系列                                         | 放送期間                      | 放送時間                  | ネット状況 | 備考         |
| -------------- | ------------------------- | -------------------------------------------- | ----------------------------- | ------------------------- | ---------- | ------------ |
| 近畿広域圏     | 関西テレビ（KTV）         | フジテレビ系列                               | 2021年3月29日 - 2023年9月29日 | 月曜 - 金曜 13:50 - 14:45 | 制作局     | [ 注釈 151 ] |
| 静岡県         | テレビ静岡（SUT）         | フジテレビ系列                               | 2023年4月3日 - 9月29日        | 月曜 - 金曜 13:50 - 14:45 | 同時ネット |              |
| 広島県         | テレビ新広島（TSS）       | フジテレビ系列                               | 2023年4月3日 - 9月29日        | 月曜 - 金曜 13:50 - 14:45 | 同時ネット |              |
| 島根県・鳥取県 | さんいん中央テレビ（TSK） | フジテレビ系列                               | 2023年4月3日 - 9月29日        | 月曜 - 金曜 13:50 - 14:45 | 同時ネット |              |
| 佐賀県         | サガテレビ（STS）         | フジテレビ系列                               | 2023年4月3日 - 9月29日        | 月曜 - 金曜 13:50 - 14:45 | 同時ネット |              |
| 熊本県         | テレビくまもと（TKU）     | フジテレビ系列                               | 2023年4月3日 - 9月29日        | 月曜 - 金曜 13:50 - 14:45 | 同時ネット |              |
| 宮崎県         | テレビ宮崎（UMK）         | フジテレビ系列 日本テレビ系列 テレビ朝日系列 | 2023年4月3日 - 9月29日        | 月曜 - 金曜 13:50 - 14:45 | 同時ネット |              |
| 福岡県         | テレビ西日本（TNC）       | フジテレビ系列                               | 2023年4月3日 - 8月4日         | 月曜 - 金曜 13:50 - 14:45 | 同時ネット | [ 注釈 152 ] |

### 備考
- 『2時45分 - 』時代の「お天気チャンネル」では、関西地方の主要都市・観測地点と（関西テレビの番組を地上波で受信できる地域が大半を占める）徳島県（徳島市）の天気予報だけを伝えていた。『1時50分 - 』への移行を機に放送対象地域が拡大したことに伴って、天気予報に使用する日本地図の画像を一新。ネット局が存在する地域の主要都市[注釈 153]の予報も一斉に表示できるように改められていた。
- 当番組が放送されている時間帯では、『2時45分 - 』としての開始前から、読売テレビ（関西テレビと同じ在阪民放局で日本テレビ系列の準基幹局）が大阪市内の本社スタジオから『情報ライブ ミヤネ屋』（当番組と同じく関西ローカル番組から発展した生放送番組）を大半の系列局に向けて流している。もっとも、クロスネット局のテレビ宮崎では、当該時間帯に『ミヤネ屋』ではなくフジテレビ系列の全国ネット番組を断続的に放送。このような経緯から、『ミヤネ屋』に対しては裏送り方式での取材・制作協力にとどめているため、『ぽかぽか』の放送枠短縮を機に『1時50分 - 』のフルネットを開始した。さらに、後番組の『とれたてっ!』でもフルネットを継続。
- 日本国内でネット局が存在しない都道県内でも利用できる放送動画のライブ配信サービス（TVerなどで提供）には、『2時45分 - 』としての放送開始当初から対応していなかった。ただし、『2時45分 - 』時代の「スロー&イージー　ラクうまキッチン」で放送済みのレシピ動画のみ、『1時50分 - 』への移行後もAmazonプライムビデオ内の「カンテレドーガチャンネル」から有料配信を実施している。
- 2023年9月7日（木曜日）には、『1時50分 - 』の放送を急遽休止した。ジャニーズ事務所がジャニー喜多川性加害問題をめぐる記者会見を同日の午後に開くことを受けて、フジテレビがこの会見を中継するために『Live News イット!』全国ニュースパート（本来は17:48 - 18:09）を13:50 - 15:45にも拡大したことによる[注釈 154]。

## スタッフ
- 構成
  - （毎日）：岸本尚久（以前は金曜）、円野きんちゃく（以前は不定期）
  - （月）：田中亮治
  - （火）：笹部香
  - （水）：板垣響紀
  - （木）：藤田雄一、寺前富雄
- ブレーン：山田泰葉、辻村悠介、いとかん
- TD/SW：井上佑介（カンテレ、以前はCAMの回あり）、濱名嘉之・岡修平（共にウエストワン、以前はCAM）（日替り）
- TD/SW/CAM：岩崎裕司・古川歩・鈴木智雄・中山秀一（共にカンテレ、回によってTD/SWかCAMかどちらかを担当）、河合江里子（ウエストワン）（日替り）
- CAM：伊地知孝仁・藤松智哉・宮田大（共にカンテレ）、京田航・松岡晋也・森下真行（共にウエストワン）（日替り）
- VE：松浦洋輔・丸山奈々実・山本謙吾・飯田輝之・越水隆太・大森喜章・三本菅彰（共にウエストワン）、中川裕貴・結城芳彦・帆足聡一郎（共にカンテレ）（日替り）
- MIX：倉本実幸・井田憲吾・赤澤和伸・安部智博・野村理恵・中道尚宏・上之段剛（共にカンテレ）、中西俊介、田辺有可子（日替り）
- LD：金子宗央・中村貴志（共にカンテレ）、河合裕也・原口祥明・徳永勤・平塚章人（共に大阪共立）、天羽佐織、吉岡誠、二位裕之、出馬勇人（日替り）
- MA・効果：桂英一（エキスプレス）、藤原将（シャガデリック）（桂→日によってはMAのみ、藤原→日によっては効果のみ）（日替り）
- 効果：岡野登志也（シャガデリック）、藤井夕夏（日替り）
- 編集：岩本展孝（ウエストワン）、藤﨑一成（エビスラボ）
- TK
  - （月・火・金）：村上真紀（以前は火・金曜担当）
  - （水）：白石純子（以前は月曜担当）
  - （木）：前田典子
- ロゴデザイン：井口和俊
- 美術プロデューサー：武藤良博（カンテレ）
- デザイン：万膳志帆
- 美術進行：中井正義
- 大道具：磯本則和
- 装飾：石橋莉里子（2023年4月3日-）
- タイトル：上田尚都（タイトルエイト）
- メイク：パウダー
- 報道：江南敦之（カンテレ）
- スポーツ：大槻文人（カンテレ）
- 編成：池田篤史（カンテレ）
- 宣伝：谷口博邦（カンテレ、2023年4月3日-）
- マーケティング：浅田千晶（2021年4月-、水～金）
- 制作デスク
  - （毎日）：中村彩優（以前は金）
  - （金）：山﨑純和
- 協力：ウエストワン、大阪共立、シャガデリック、タイトルエイト、エビスラボ（毎日）、クイズ法人カプリティオ（日替り）
- 制作協力
  - （月・火）：レジスタエックスワン
  - （水）：メディアプルポ
  - （木）：ディーレック
- AP：清水美希（クラッチ.）
- ディレクター
  - （毎日）：橋本賢史・赤司京香・川原悠・川野柊（カンテレ）、小川英美、溝下紋乃（溝下→以前は複数曜日）
  - （月）：岡本和樹・西英太郎・小早川竜哉・進藤咲和（レジスタエックスワン、岡本・小早川→1曜日担当の場合あり、岡本・西・小早川→以前は月・火曜、進藤→以前は火曜）（毎週）、田中悠司（カンテレ）（週替り）
  - （火）：滝村展宏・宮前麗香・佐伯梨奈（レジスタエックスワン）、坂本理世（クラッチ.）、後藤円香（オポス）、伊藤菜美（毎週）、植村文雄（よしもとブロードエンタテインメント）（週替り）
  - （水）：三谷俊仁・安東勇吾・木村望（メディアプルポ）（毎週）、大岡瞭輔、山本翔（メディアプルポ）、田中悠司（カンテレ）、村上慎弥（週替り）
  - （木）：杉浦圭太・津田真吾（ディーレック）、安本浩太（CREA5）、竹本剛志・加島あずさ・西野遥香（ディーレック）、田中祐一朗（毎週）、秦野翔吾、山下桂介（週替り）
  - （金）：植村文雄（よしもとブロードエンタテインメント）、田中悠司（カンテレ）、山下桂介（週替り）
- チーフディレクター：塩見真生（カンテレ）
- プロデューサー
  - （毎日）：吉岡治郎・上林翔吾・田中耕司（カンテレ、田中→一時離脱）
  - （月・火）：宮井豊（レジスタエックスワン、2023年5月30日-）
  - （水）：吉川優作（メディアプルポ、2021年3月31日はディレクター）
- 演出・プロデュース：和泉亮（カンテレ）
- チーフプロデューサー：白坂潤一（カンテレ）
- 制作：関西テレビコンテンツ統括本部[注釈 155] 制作局 制作部
- 制作著作：カンテレ

過去のスタッフ
- TD/SW：横山和明（カンテレ）、朝原光基（ウエストワン）（日替り）
- CAM：西村武純・山本倫久・芳山貴勇・宇治澤晋吾（共にカンテレ）、中居龍紀・山下耕平（共にウエストワン）（日替り）
- VE：田中翔・中島知晶・松井勝正（共にカンテレ）（日替り）
- MIX：長谷川周作・大貫修平（共にカンテレ）、品岡研太・浦嶋静・大林俊夫（共にウエストワン）（日替り）
- LD：大西祐輔（カンテレ）、大塚美穂（大阪共立）、佐野航平（日替り）
- 効果：吉田花衣・岡森光則・山中寛子（共にシャガデリック）（日替り）
- SNS：神野桂輔
- 美術プロデューサー：谷口俊哉（カンテレ）
- 美術進行：渡辺亨、永田道徳
- 装飾：三島吾子
- タイトル：根上結衣
- 報道：尾上太基・中嶋順也（カンテレ）
- スポーツ：柴田俊介（カンテレ）
- 編成：廣瀬重之（カンテレ）
- 宣伝：川上翔子・糟谷郁美（カンテレ）
- リサーチ：有田梨佐（月・火）
- 制作デスク：大谷佳奈子
- アソシエイトプロデューサー：近藤兵衛・居川大輔（カンテレ）
- ディレクター
  - （毎日）：牧野樹生（カンテレ）、吉田光希（レジスタエックスワン）
  - （月）：浦あずさ
  - （水）：濱田美佳・東啓慈・山岡大祐（メディアプルポ）、林原未和、相本祥政、加藤美咲
  - （金）：藤原陸・黒谷光宏（カンテレ）、新田麻美子（キューマン）
- プロデューサー
  - （木）：木邑裕介（ディーレック、2021年4月8日-2023年2月）

## テーマソング

### 『1時50分からはスローでイージーなルーティーンで』の終了時点
- Empire of the Sun『Alive』（2021年3月29日 - 2023年9月29日）
  - 『2時45分 - 』としての開始当初から、オープニング、CMへの切り替え時、番組宣伝に使用。後述する事情から、『2時45分 - 』時代の中盤（2021年11月22日）からオープニングでの使用を見合わせていたが、『1時50分 - 』への移行を機に使用を再開していた。最終回の終盤に放送されたスペシャルムービー（前述）のBGMにも使用。
- Penthouse『Slow & Easy!』（2022年12月26日 - 2023年9月29日）
  - 『2時45分 - 』時代の最終盤から使用。Penthouseの書き下ろし曲で、『1時50分 - 』では基本として、「最新ニュース」（月 - 木曜日）「お天気チャンネル」（金曜日）→「最新ニュース」（全曜日）が終わるタイミングでスタジオの画面を切り替える際に流していた。
  - 『1時50分 - 』への移行後初めて2023年の5月第4週に設定された「スロイジ SDGsウィーク!」では、関西テレビのYouTube公式チャンネルから配信することを前提に、『1時50分 - 』とPenthouseのコラボレーションによる『Slow & Easy!』のスペシャルムービーを制作した。制作に際しては「Penthouseの浪岡真太郎・大島真帆が『Slow & Easy!』を歌う映像を当番組のスタジオセットで収録する」という設定が為されていたため、『1時50分 - 』のMC全員が「制作スタッフ」役[注釈 156] で出演したほか、テスも映像に登場。完成した映像は、5月26日（金曜日）の「スロイジ　音楽の日」（日替わり企画枠に編成されていた特別企画）[注釈 157] で初めて披露された後に、同日の放送後からYouTubeでの配信を始めていた。

### 過去
- SHE'S『Take It Easy』（2021年5月3日 - 2022年12月23日）
  - ミルクボーイの発案による「テーマソングプロジェクト」に沿って書き下ろされた楽曲で、番組のキーワードが歌詞に散りばめられている[20]。2021年5月7日（金曜日）放送分のエンディングでは、テレビ番組におけるSHE'S初のスタジオ生演奏がこの曲で実現した。報道フロアからの最新ニュースで、プロ野球・Jリーグなどの試合のダイジェスト映像を放送する場合にもBGMに使用。
- 2021年5月31日（月曜日）からは、『Take It Easy』とは別の楽曲を、期間限定でエンディングのテーマソングに設定していた。
  - peeto『SPECIAL ON THE BEACH』（2021年5月31日 - 7月30日）[21]
  - illiomote『No kidding!』（2021年8月4日 - 9月）[22]
- 2021年11月22日（月曜日）からは、EVISBEATSのプロデュース・レギュラーMC全員の出演によるタイトル映像をオープニングで放送することに伴って、EVISBEATSの書き下ろしによるラップをオープニングテーマ曲として使用。見取り図の盛山が「MCモリシ」としてラップを披露する映像を毎週月・水曜日と隔週金曜日、ゆりやんレトリィバァが「MCゆりやん」として披露する映像を毎週火・木曜日と隔週金曜日のオープニングで流していた[23]。
  - 『1時50分 - 』では最終回の前週（2023年9月の第3週）まで、以上のラップや映像をオープニングで使用していなかった。放送時間が『2時45分 - 』時代から5分短縮されていたことや、映像に登場していないロングコートダディがレギュラーのMC陣へ加わったことなどによる。ただし、ロングコートダディがMCを務めていた月曜日の放送が9月25日で終了したことを受けて、翌26日（アキナが『2時45分 - 』時代から一貫してMCを務めてきた火曜日）から最終回まではタイトル映像をオープニングで再び放送。この映像では、『2時45分 - 』時代のタイトルロゴや、ラップの歌詞に入っている「2時45分」というフレーズの字幕もあえて表示させていた。

## 関連イベント
- 2021年6月28日（月曜日）の本番終了後（22:45）からは、インターネット向けの有料ライブ配信企画『22時45分からはスローでイージーなルーティーンで～見取り図&アキナ&ゆりやん&ミルクボーイが“なりきりキャラ”で生ライブ～』を、吉本興業のライブ配信サービス「FANY ONLINE TICKET」で実施。当番組からは、同社に所属するレギュラーMCと、MCアシスタントの川島が揃って登場した[24]。
- 2022年10月8日（土曜日）には、「竹脇まりなの毎日3分痩せるーティーン」からの派生企画として、「竹脇まりなの #今日はガッツリ90分 #みんなで一緒に痩せるーティーン in OSAKA」という60分間の有料（全席指定）イベントを「なんでもアリーナ」（当番組を放送している関西テレビ本社1階のオープンスペース）で3回にわたって開催。谷元がMCを務めたほか、竹脇に加えて「MARINESSファミリー」（竹脇のYouTubeチャンネルなどへ頻繁に登場するトレーナー）が登場した。